# بحث و جدل در مورد بمباران اتمی هیروشیما و ناگاساکی

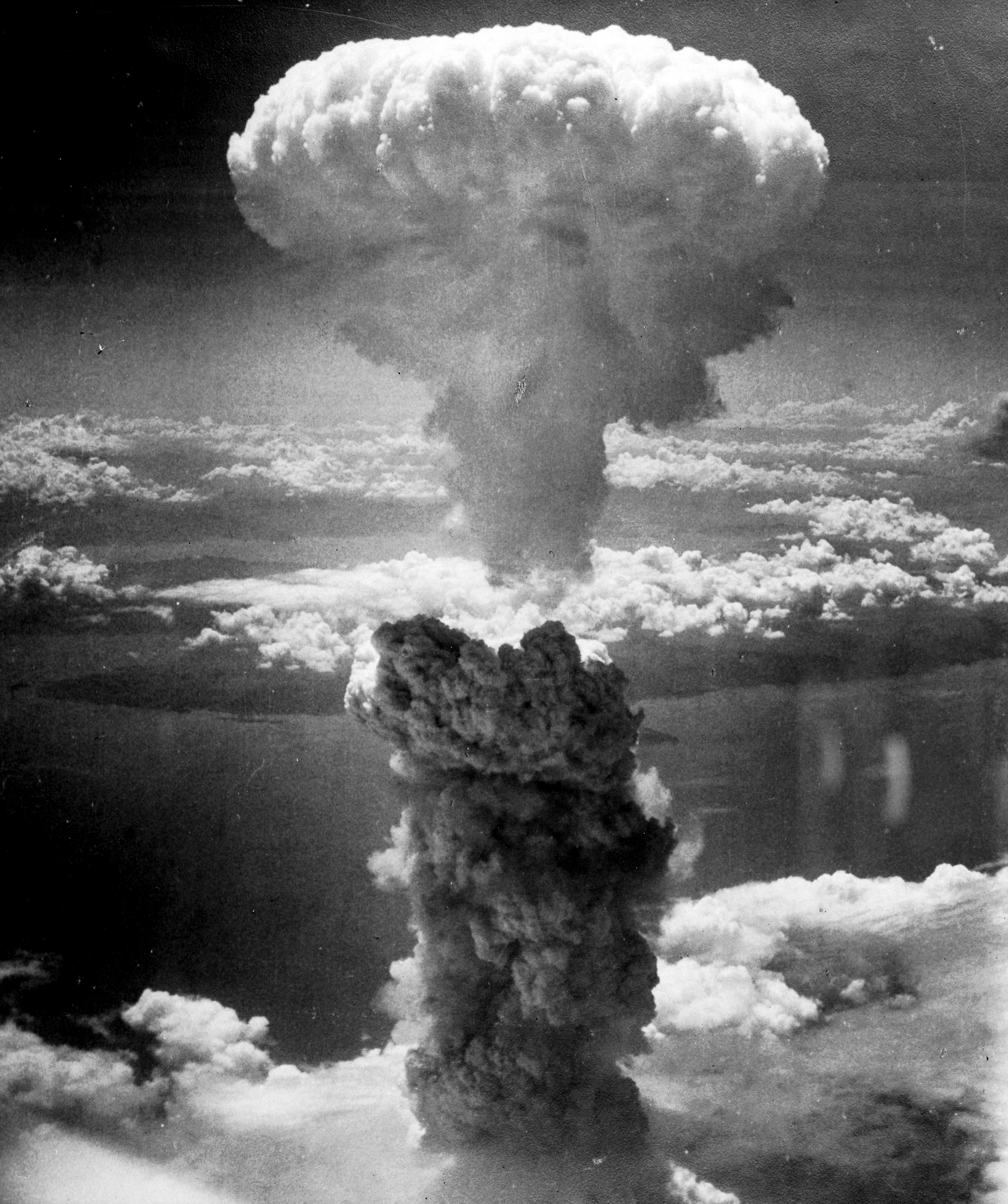
مرد چاق ابر قارچی حاصل از انفجار هسته‌ای روی ناگاساکی از کانون زمین‌لرزه به هوا برمی‌خیزد.

بحث و جدل بر سر بمباران اتمی هیروشیما و ناگاساکی، بحث اساسی در مورد اخلاقی، جنبه‌های قانونی و نظامی از بمباران اتمی هیروشیما و ناگاساکی به ترتیب در ۶ اوت و ۹ اوت ۱۹۴۵ در نزدیکی جبهه جنگ اقیانوس آرام در جنگ جهانی دوم وجود دارد. (۱۹۳۹–۴۵)، و همچنین تأثیر ماندگار آنها بر ایالات متحده و جامعه بین‌المللی.
در ۲۶ ژوئیه ۱۹۴۵ در کنفرانس پوتسدام، رئیس‌جمهور ایالات متحده آمریکا هری ترومن، نخست‌وزیر بریتانیا وینستون چرچیل و رئیس‌جمهور تایوان برای اعلامیه پوتسدام را صادر کردند که شرایط تسلیم امپراتوری ژاپن را مشخص می‌کرد . این اولتیماتوم بیان می‌کرد که اگر ژاپن تسلیم نشود، با «ویرانی فوری و مطلق» مواجه خواهد شد. در مورد فرایند تصمیم‌گیری ریاست جمهوری و دیگران در مورد اینکه آیا بمباران‌ها علت نزدیکی تسلیم شدن ژاپن بوده‌اند یا خیر.
در طول زمان، با دسترسی به استدلال‌های جدید و تکمیل مطالعات، استدلال‌های مختلفی حمایت خود را کسب کرده و از دست داده‌اند. تمرکز اصلی بر این بوده است که آیا این بمباران باید به عنوان جنایت جنگی و/یا به عنوان جنایت علیه بشریت طبقه‌بندی شود. همچنین بحث‌هایی در مورد نقش بمب‌گذاری‌ها در تسلیم ژاپن و توجیه ایالات متحده برای آنها بر اساس این فرض که بمب‌گذاری‌ها تسلیم را تسریع کرده‌اند، وجود دارد. این موضوع همچنان موضوع بحث‌های علمی و عمومی است و بازنگری تاریخی استدلال‌های متنوعی را مطرح می‌کند. در سال ۲۰۰۵، جی. ساموئل واکر در مروری بر تاریخ‌نگاری این موضوع نوشت: «به نظر می‌رسد که جنجال بر سر استفاده از بمب ادامه خواهد داشت». واکر اظهار داشت: «مسئله اساسی که محققان را در طول تقریباً چهار دهه دچار اختلاف کرده است، این است که آیا استفاده از بمب برای دستیابی به پیروزی در جنگ اقیانوس آرام با شرایطی که برای ایالات متحده رضایت‌بخش باشد، ضروری بوده است یا خیر.»
طرفداران این بمباران‌ها عموماً ادعا می‌کنند که آنها باعث تسلیم ژاپن شدند و از تلفات گسترده در هر دو طرف در عملیات سقوط ژاپن جلوگیری کردند: کیوشو قرار بود در نوامبر ۱۹۴۵ و هونشو چهار ماه بعد مورد حمله قرار گیرد. تصور می‌شد که ژاپن تسلیم نخواهد شد مگر اینکه نمایش چشمگیری از توانایی تخریب وجود داشته باشد. کسانی که با بمباران‌ها مخالفند، استدلال می‌کنند که از نظر نظامی غیرضروری بود، اساساً غیراخلاقی، یک جنایت جنگی یا نوعی تروریسم دولتی. منتقدان معتقدند که محاصره دریایی و بمباران‌های متعارف، ژاپن را مجبور به تسلیم بدون قید و شرط می‌کرد.
برخی از منتقدان معتقدند ژاپن انگیزه بیشتری برای تسلیم شدن در خالسایون اتحاد جماهیر شوروی و جزایر کوریل، که می‌توانست منجر به  اشغال هوکایدو توسط شوروی داشت. از خارج از ایالات متحده، بحث‌ها بر سوالاتی در مورد شخصیت و اخلاق ملی آمریکا و همچنین تردیدهایی در مورد سیاست‌های دیپلماتیک و نظامی فعلی آن متمرکز شده است.

## پشتیبانی

### جلوگیری از بسیاری از تلفات نظامی ایالات متحده و ژاپن
صدایی هست که ادعا می‌کند اصلاً نباید از بمب استفاده می‌شد. من نمی‌توانم خودم را با چنین ایده‌هایی مرتبط بدانم… من تعجب می‌کنم که افراد بسیار شایسته - اما افرادی که در بیشتر موارد هیچ قصدی برای رفتن به جبهه ژاپن نداشتند - باید این موضع را اتخاذ کنند که به جای پرتاب این بمب، ما باید یک میلیون آمریکایی و یک چهارم میلیون بریتانیایی را قربانی می‌کردیم.— وینستون چرچیل، رهبر اپوزیسیون، در سخنرانی در مجلس عوام بریتانیا، اوت ۱۹۴۵

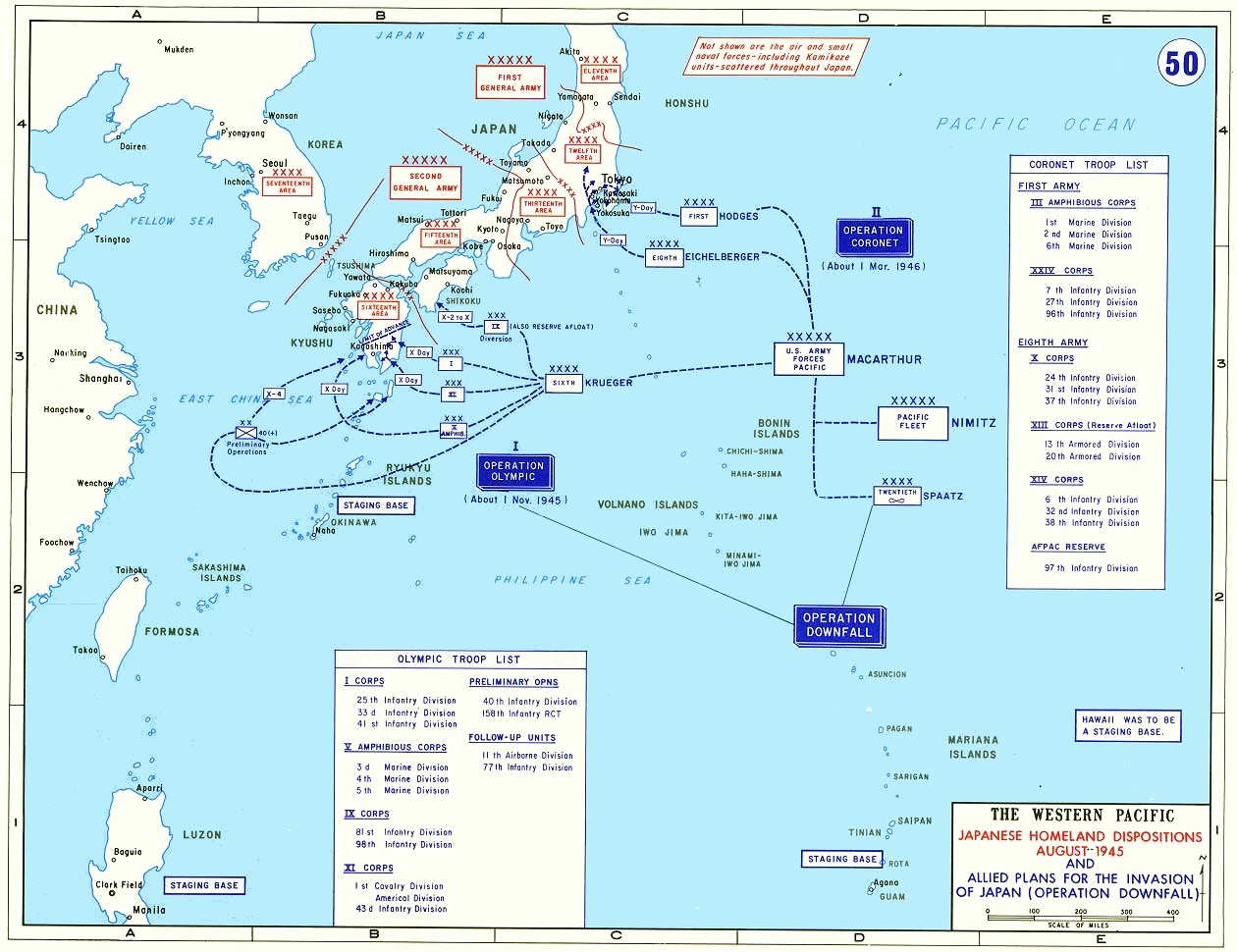
نقشه‌ای که نیروهای زمینی ژاپن و ایالات متحده (اما نه سایر متفقین) را که قرار است در نبرد زمینی برای ژاپن شرکت کنند، مشخص می‌کند. دو فرود برنامه‌ریزی شده بود:
(1) المپیک - حمله به جزیره جنوبی، کیوشو،
(2) تاج - حمله به جزیره اصلی، هونشو.

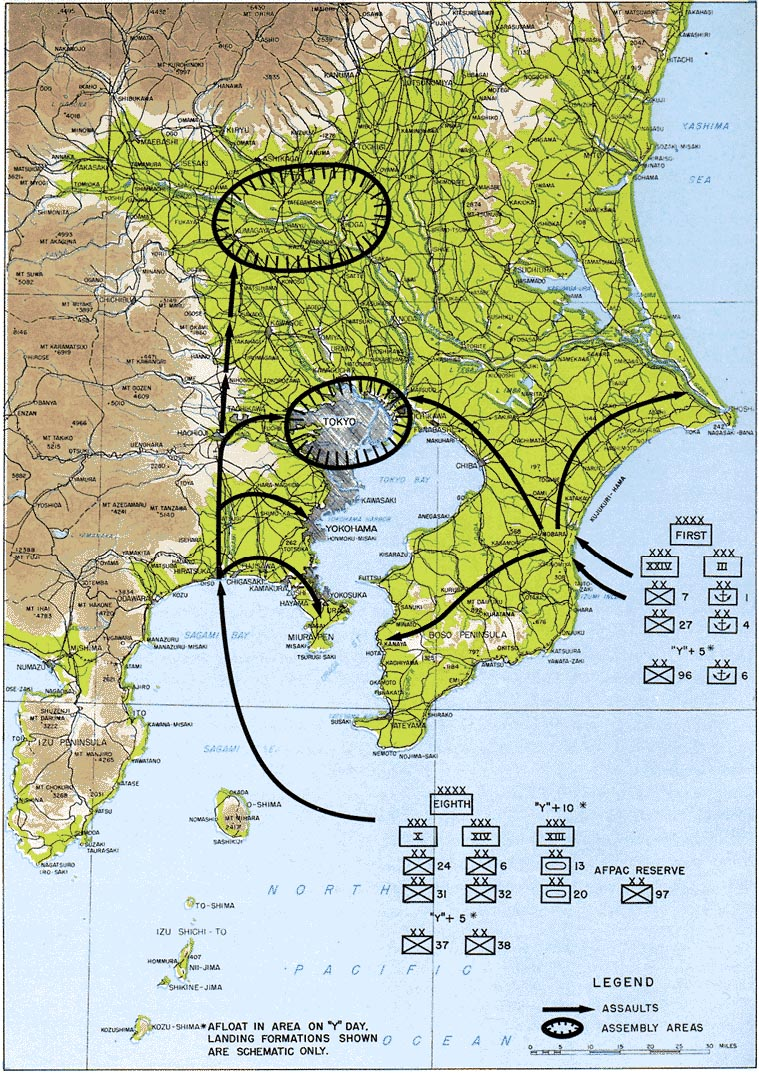
مارس ۱۹۴۶ عملیات سقوط برنامه‌ریزی شده بود که توکیو را با فرود ۲۵ لشکر در مقایسه با عملیات اورلرد ۱۲ لشکر بگیرد.

کسانی که به نفع تصمیم برای انداختن جنگ‌افزار هسته‌ای به اهداف دشمن استدلال می‌کنند، معتقدند تلفات عظیمی از هر دو طرف در عملیات سقوط، تهاجم برنامه‌ریزی‌شده متفقین به ژاپن رخ می‌داد.

بخش عمده‌ای از نیروی مهاجم به ژاپن آمریکایی خواهد بود، اگرچه امپراتوری بریتانیا نیز سه لشکر از نیروها (از هر کدام یک لشکر از بریتانیا، کانادا و استرالیا) را در اختیار خواهد داشت.

ایالات متحده پیش‌بینی می‌کرد که در نبرد سقوط، تعداد زیادی از رزمندگان خود را از دست بدهد، اگرچه تعداد عملیات سقوط مورد بحث است. رئیس‌جمهور ایالات متحده هری ترومن در سال ۱۹۵۳ اظهار داشت که به او توصیه شده است که تلفات ایالات متحده می‌تواند از ۲۵۰٬۰۰۰ تا یک میلیون رزمنده متغیر باشد. معاون وزیر نیروی دریایی رالف بارد، عضو کمیته موقت در امور اتمی، اظهار داشت که در دیدار با ترومن در تابستان ۱۹۴۵، آنها در مورد استفاده از بمب در زمینه تلفات گسترده رزمی و غیررزمی ناشی از تهاجم بحث کردند و بارد احتمال کشته شدن یک میلیون رزمنده متفقین را مطرح کرد. از آنجایی که بارد با استفاده از بمب بدون هشدار اولیه به ژاپن مخالف بود، نمی‌توان او را به اغراق در انتظارات تلفات برای توجیه استفاده از بمب متهم کرد و روایت او گواهی بر این است که ترومن از احتمال یک میلیون تلفات آگاه بوده و مقام‌های دولتی در مورد آن بحث کرده‌اند. با این حال، تخمین‌های دیگر کمتر بود. به عنوان مثال، در ۱۸ ژوئن ۱۹۴۵، ژنرال داگلاس مک‌آرتور، فرمانده نیروی متجاوز، ۹۵۰۰۰ تلفات (یک سوم این کشته‌ها) را در ۹۰ روز اول تهاجم پیش‌بینی کرد.
یک چهارم میلیون تلفات تقریباً سطحی است که کمیته طرح‌های مشترک جنگ در مقاله خود (JWPC 369/1) که برای جلسه ۱۸ ژوئن ترومن تهیه شده بود، تخمین زده بود. بررسی اسناد کتابخانه ترومن نشان می‌دهد که پیش‌نویس اولیه پاسخ ترومن به این پرسش جرج مارشال فقط این جمله را توصیف می‌کند که «یک چهارم میلیون حداقل خواهد بود». عبارت «به اندازه یک میلیون» توسط کارکنان ترومن به پیش‌نویس نهایی اضافه شد تا با بیانیه قبلی ارائه شده در مقاله منتشر شده توسط استیمسون (وزیر جنگ سابق) مغایرت نداشته باشد. در مطالعه‌ای که توسط ستاد مشترک ارتش در آوریل ۱۹۴۵ انجام شد، ارقام ۷٫۴۵ تلفات به ازای هر ۱۰۰۰ نفر-روز و ۱٫۷۸ مرگ و میر به ازای هر ۱۰۰۰ نفر-روز محاسبه شد. این نشان می‌داد که دو لشکرکشی برنامه‌ریزی‌شده برای فتح ژاپن، ۱٫۶ میلیون تلفات برای ایالات متحده، از جمله ۳۸۰٬۰۰۰ کشته، به همراه خواهد داشت. JWPC 369/1 (prepared June 15, 1945) که اطلاعات برنامه‌ریزی را در اختیار [[ستاد مشترک نیروهای مسلح ایالات متحده آمریکا] قرار می‌دهد، تخمین می‌زند که حمله به ژاپن منجر به ۴۰٬۰۰۰ کشته و ۱۵۰٬۰۰۰ زخمی توسط ایالات متحده شود. این مطالعه که در ۱۵ ژوئن ۱۹۴۵، پس از بینش به دست آمده از نبرد اوکیناوا ارائه شد، به دفاع ناکافی ژاپن ناشی از محاصره دریایی بسیار مؤثر و کمپین بمباران آتش متفقین اشاره کرد. ژنرال‌ها جرج مارشال و داگلاس مک‌آرتور اسنادی را امضا کردند که با تخمین کمیته مشترک طرح‌های جنگی موافقت داشتند.
علاوه بر این، انتظار می‌رفت تعداد زیادی از تلفات نظامی و غیرنظامی ژاپنی در نتیجه چنین اقداماتی رخ دهد. تخمین‌های معاصر از مرگ و میر ژاپنی‌ها در اثر حمله به جزایر هوم آیلند از چند صد هزار نفر تا ده میلیون نفر متغیر است. ستاد ژنرال مک‌آرتور طیف تخمینی از مرگ و میر آمریکایی‌ها را بسته به مدت زمان حمله ارائه داد و همچنین نسبت مرگ و میر ژاپنی‌ها به آمریکایی‌ها را ۲۲ به ۱ تخمین زد. از این رو، می‌توان رقم پایین مرگ حدود ۲۰۰۰۰۰ ژاپنی را برای یک تهاجم کوتاه دو هفته‌ای و تقریباً سه میلیون ژاپنی را برای یک تهاجم چهارماهه محاسبه کرد. تخمینی که به‌طور گسترده از مرگ پنج تا ده میلیون ژاپنی ذکر شده است، از مطالعه‌ای توسط ویلیام شاکلی و کوئینسی رایت به دست آمده است؛ رقم بالا توسط معاون وزیر جنگ جان جی مک‌کلوی استفاده شد که آن را محافظه‌کارانه توصیف کرد. حدود ۴۰۰٬۰۰۰ مرگ ژاپنی دیگر ممکن است در تهاجم شوروی به هوکایدو، شمالی‌ترین جزیره اصلی ژاپن، رخ داده باشد. یک صفحه وب انجمن نیروی هوایی بیان می‌کند که «میلیون‌ها زن، پیرمرد و پسر و دختران آموزش دیده بودند تا با روش‌هایی مانند حمله با نیزه‌های بامبو و حمله کامل زیر تانک‌های در حال پیشروی مقاومت کنند.» AFA خاطرنشان کرد که «[کابینه] ژاپن مصوبه‌ای را تصویب کرده است که شامل مردان از پانزده تا شصت سال و زنان از هفده تا چهل و پنج سال (۲۸ میلیون نفر دیگر) می‌شود».
تلفات بزرگ جنگ جهانی دوم در طول نبرد ایوو جیما و سایر جزایر اقیانوس آرام به رهبران ایالات متحده ایده‌ای از تلفاتی که با حمله به سرزمین اصلی رخ خواهد داد، داد. از ۲۲۰۶۰ جنگجوی ژاپنی که در ایوو جیما سنگر گرفته بودند، ۲۱۸۴۴ نفر یا در اثر جنگ یا با خودکشی آیینی جان باختند. تنها ۲۱۶ اسیر جنگی ژاپنی در طول نبرد در دست آمریکایی‌ها بودند. طبق وب‌سایت رسمی کتابخانه نیروی دریایی، «حمله ۳۶ روزه (ایوو جیما) منجر به بیش از ۲۶۰۰۰ تلفات آمریکایی، از جمله ۶۸۰۰ کشته» و ۱۹۲۱۷ زخمی شد. برای روشن شدن این موضوع، نبرد ۸۲ روزه نبرد اوکیناوا از اوایل آوریل تا اواسط ژوئن ۱۹۴۵ ادامه داشت و تلفات ایالات متحده (از پنج لشکر ارتش و دو لشکر تفنگداران دریایی) بیش از ۶۲۰۰۰ نفر بود که از این تعداد بیش از ۱۲۰۰۰ نفر کشته یا مفقود شدند.
ارتش ایالات متحده نزدیک به ۵۰۰۰۰۰ پرپل هارت مدال تولید شده در انتظار تلفات احتمالی ناشی از حمله برنامه‌ریزی شده به ژاپن داشت. تا به امروز، تمام تلفات نظامی آمریکا در ۶۰ سال پس از پایان جنگ جهانی دوم، از جمله جنگ کره و جنگ ویتنام، از این تعداد تجاوز نکرده‌اند. در سال ۲۰۰۳، هنوز ۱۲۰۰۰۰ از این مدال‌های قلب بنفش در انبار موجود بود. به دلیل تعداد موجود، واحدهای رزمی در عراق و افغانستان توانستند نشان‌های قلب بنفش را برای اهدای فوری به سربازان زخمی در میدان نبرد نگه دارند.

### پایان سریع جنگ جان‌ها را نجات داد
حامیان بمباران‌ها استدلال می‌کنند که انتظار برای تسلیم شدن ژاپنی‌ها نیز به قیمت جان انسان‌ها تمام می‌شد. «فقط برای چین، بسته به اینکه چه عددی را برای کل جنگ دوم چین و ژاپن انتخاب کند، در هر یک از نود و هفت ماه بین ژوئیه ۱۹۳۷ و اوت ۱۹۴۵، چیزی بین ۱۰۰۰۰۰ تا ۲۰۰۰۰۰ نفر جان باختند که اکثریت قریب به اتفاق آنها غیرنظامی بودند. فقط برای سایر کشورهای آسیایی، احتمالاً میانگین این تعداد در ماه ده‌ها هزار نفر بوده است، اما تعداد واقعی تقریباً مطمئناً در سال ۱۹۴۵ بیشتر بوده است، به ویژه به دلیل مرگ دسته جمعی در قحطی ویتنام.»
پایان جنگ، گسترش قحطی ویتنامی ۱۹۴۵ تحت کنترل ژاپن را محدود کرد و آن را در ۱ تا ۲ میلیون مرگ متوقف کرد و همچنین میلیون‌ها کارگر متفقین و غیرنظامی را که در شرایط سخت تحت بسیج اجباری کار می‌کردند، آزاد کرد. در هند شرقی هلند، «بسیج اجباری حدود ۴ میلیون نفر - اگرچه برخی تخمین‌ها تا ۱۰ میلیون نفر را نشان می‌دهند - «روموشا» (کارگران دستی) وجود داشت… حدود ۲۷۰٬۰۰۰ روموشا به جزایر بیرونی و سرزمین‌های تحت کنترل ژاپن در جنوب شرقی آسیا فرستاده شدند، جایی که آنها به سایر آسیایی‌ها در انجام پروژه‌های ساختمانی زمان جنگ پیوستند. در پایان جنگ، تنها ۵۲٬۰۰۰ نفر به جاوه بازگردانده شدند.»
طرفداران همچنین به دستوری که وزارت جنگ ژاپن در ۱ اوت ۱۹۴۴ صادر کرد، اشاره می‌کنند که دستور اعدام اسرای جنگی متفقین را می‌داد، "زمانی که قیام تعداد زیادی بدون استفاده از سلاح گرم قابل سرکوب نباشد" یا زمانی که اردوگاه اسرای جنگی در منطقه جنگی بود، از ترس اینکه "فراریان از اردوگاه ممکن است به یک جنگ " نیرو" خصمانه تبدیل شوند. تنها نسخه اصلی موجود از این دستور کلی توسط جک ادواردز پس از جنگ، در ویرانه‌های اردوگاه اسرای جنگی کینکاسکی در فورموزا پیدا شد.
حمله بمب‌های آتش‌زا به توکیو به تنهایی ۱۰۰۰۰۰ غیرنظامی را در شب ۹–۱۰ مارس ۱۹۴۵ کشت و باعث مرگ و میر و ویرانی بیشتر از هر یک از بمب‌های اتمی انداخته شده بر هیروشیما و ناگاساکی شد. در مجموع ۳۵۰۰۰۰ غیرنظامی در حملات آتش زا به ۶۷ شهر ژاپن کشته شدند؛ زیرا نیروی نیروی هوایی زمینی ایالات متحده آمریکا می‌خواست از بمب‌های شکافت هسته‌ای خود در شهرهایی که قبلاً آسیب ندیده‌اند استفاده کند تا داده‌های دقیقی در مورد آسیب‌های ناشی از هسته‌ای داشته باشد، کورا، هیروشیما، ناگاساکی و نیگاتا از حملات بمباران متعارف در امان مانده بودند. در غیر این صورت، همه آنها بمباران آتشین می‌شدند. بمباران شدید متعارف قبل از حمله ادامه می‌یافت یا افزایش می‌یافت. محاصره زیردریایی و عملیات مین دریایی نیروی هوایی ارتش ایالات متحده، عملیات گرسنگی، واردات ژاپن را به‌طور مؤثر قطع کرده بود. یک عملیات مکمل علیه راه‌آهن ژاپن در شرف آغاز بود و شهرهای جنوب هونشو را از مواد غذایی که در سایر نقاط جزایر اصلی کشت می‌شدند، جدا می‌کرد. دایکیچی ایروکاوا، مورخ، خاطرنشان کرد: «بلافاصله پس از شکست، برخی تخمین زدند که احتمالاً ۱۰ میلیون نفر از گرسنگی خواهند مرد.»در همین حال، نبردها در فیلیپین، گینه نو و بورنئو ادامه داشت و حملاتی برای ماه سپتامبر در جنوب چین و مالایا برنامه‌ریزی شده بود. حمله شوروی به منچوری در هفته قبل از تسلیم، باعث مرگ بیش از ۸۰٬۰۰۰ نفر شده بود.

در سپتامبر ۱۹۴۵، فیزیکدان هسته ای کارل تیلور کامپتون که خود در منهتن شرکت کرد. پروژه، از دفتر مرکزی مک‌آرتور در توکیو بازدید کرد و پس از بازدیدش مقاله‌ای دفاعی نوشت که در آن نتیجه‌گیری‌های خود را به شرح زیر خلاصه کرد: 
اگر بمب اتمی استفاده نمی‌شد، شواهدی مانند آنچه من ذکر کرده‌ام، به قطعیت عملی اشاره دارند که ماه‌های بسیار بیشتری از مرگ و ویرانی در مقیاس عظیم وجود می‌داشت.
قاضی فیلیپینی دلفین جارانیلا، عضو دادگاه توکیو، در حکم خود نوشت:
اگر وسیله‌ای با هدفی توجیه شود، استفاده از بمب اتمی موجه بود زیرا ژاپن را به زانو درآورد و به جنگ وحشتناک پایان داد. اگر جنگ تمام نمی‌شد، اگر بمب اتم استفاده نمی‌شد، هزاران هزار مرد، زن و کودک بی‌دفاع بی‌جهت می‌مردند و رنج می‌بردند…؟ 
به گفته پژوهشگر نظامی سارا پین، این بمباران‌ها احتمالاً جان میلیون‌ها نفر را نجات دادند، زیرا پایان سریع جنگ، از سرگیری حمل و نقل مواد غذایی را که از قحطی بیشتر جلوگیری می‌کرد، ممکن ساخت.

### بخشی از جنگ تمام عیار

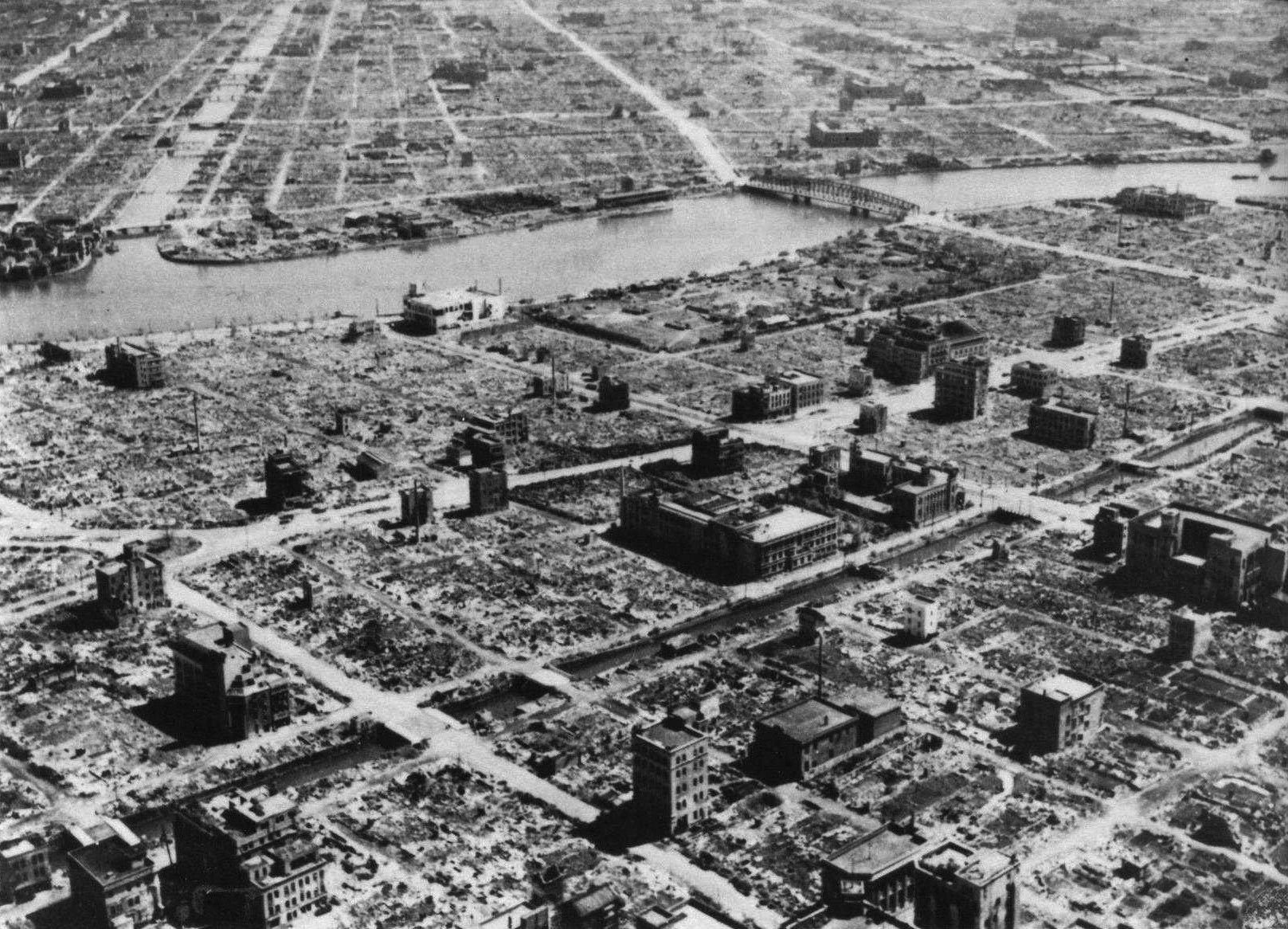
این بخش مسکونی توکیو پس از آتش‌سوزی «عملیات ساختمان اجتماعات» -بمباران توکیو در شب ۹/۱۰ مارس ۱۹۴۵، که مرگبارترین حمله هوایی در تاریخ بشر بود، عملاً ویران شد؛
با تلفات جانی بیشتر از بمباران‌های هسته‌ای هیروشیما یا ناگاساکی به صورت جداگانه یا تلفات غیرنظامیان و خسارات ناشی از آتش‌سوزی بیشتر از مجموع هر دو بمباران هسته‌ای.

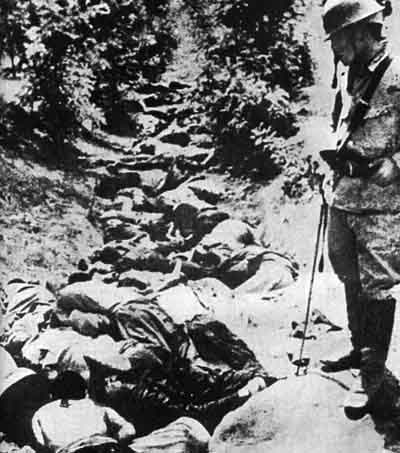
غیرنظامیان چینی در جریان کارزار ژاپن برای جنگ تمام‌عیار در شوژوو قتل‌عام شدند.

حامیان بمباران‌ها استدلال کرده‌اند که دولت ژاپن قانون ملی بسیج را اعلام کرده و جنگ تمام‌عیار را به راه انداخته و به بسیاری از غیرنظامیان (از جمله زنان، کودکان و سالمندان) دستور داده است که در کارخانه و سایر زیرساخت‌های مرتبط با تلاش جنگی کار کنند و علیه هر نیروی مهاجمی بجنگند. برخلاف ایالات متحده و آلمان نازی، بیش از ۹۰٪ از تولیدات جنگی ژاپن در کارگاه‌ها و صنایع روستایی بدون علامت انجام می‌شد که به‌طور گسترده در مناطق مسکونی شهرها پراکنده بودند و بنابراین یافتن و حمله به آنها را بسیار دشوار می‌کرد. علاوه بر این، انداختن مواد منفجره با بمباران دقیق قادر به نفوذ به صنایع پراکنده ژاپن نبود و نابودی آنها را بدون ایجاد خسارت گسترده به مناطق اطراف کاملاً غیرممکن می‌کرد. ژنرال (ایالات متحده) کرتیس له‌می دلیل دستور بمباران سیستماتیک شهرهای ژاپن را بیان کرد:
ما به دنبال اهداف نظامی بودیم. هیچ دلیلی برای قتل‌عام غیرنظامیان صرفاً به خاطر قتل‌عام وجود ندارد. البته در ژاپن یک پوشش بسیار نازک وجود دارد، اما این پوشش وجود داشت. این سیستم پراکندگی صنعت آنها بود. تنها کاری که باید انجام می‌دادید این بود که بعد از اینکه ما آن را سوزاندیم، از یکی از آن اهداف بازدید کنید و ویرانه‌های خانه‌های زیادی را ببینید، با یک مته که از میان خرابه‌های هر خانه بیرون زده بود. تمام جمعیت وارد عمل شدند و برای ساخت آن هواپیماها یا مهمات جنگی کار کردند… مردان، زنان، کودکان. ما می‌دانستیم که وقتی [یک] شهر را به آتش می‌کشیم، قرار است زنان و کودکان زیادی را بکشیم. باید انجام می‌شد.
به مدت شش ماه قبل از استفاده پیکار از سلاح‌های هسته‌ای، نیروی هوایی نیروی زمینی ایالات متحده آمریکا تحت فرماندهی LeMay یک کمپین بزرگ حملات هوایی به ژاپن را از طریق استفاده از تسلیحات آتش‌زا انجام داد، که ۶۷ شهر را ویران کرد و حدود ۰۰۰۰ غیرنظامی را کشت. حمله «عملیات خانه ملاقات» به توکیو در شب ۹/۱۰ مارس ۱۹۴۵ به عنوان مرگبارترین حمله هوایی در تاریخ بشریت است که در آن شب ۱۰۰٬۰۰۰ غیرنظامی کشته و ۱۶ مایل مربع (۴۱ کیلومتر مربع) شهر در آن شب ویران شد. این حمله باعث مرگ و میر غیرنظامیان و خسارت بیشتر به زمین‌های شهری نسبت به هر حمله هوایی دیگری، از جمله بمباران اتمی هیروشیما و ناگاساکی، شد.
سرهنگ (ایالات متحده) هری اف. کانینگهام، افسر اطلاعاتی نیروی هوایی پنجم، خاطرنشان کرد که علاوه بر غیرنظامیانی که سلاح‌های جنگی را در شهرها تولید می‌کنند، دولت ژاپن یک سازمان بزرگ شبه‌نظامی غیرنظامی را ایجاد کرد تا میلیون‌ها غیرنظامی را برای مسلح شدن و مقاومت در برابر مهاجمان آمریکایی آموزش دهد. او در بررسی رسمی اطلاعات خود در ۲۱ ژوئیه ۱۹۴۵ اعلام کرد:
کل جمعیت ژاپن یک هدف نظامی مناسب است … هیچ غیرنظامی در ژاپن وجود ندارد. ما در حال جنگ هستیم و آن را به شیوه‌ای تمام عیار انجام می‌دهیم که جان آمریکایی‌ها را نجات می‌دهد، رنج جنگ را کوتاه می‌کند و به دنبال صلحی پایدار است. ما قصد داریم دشمن را در هر کجا که باشد، در بیشترین تعداد ممکن و در کوتاه‌ترین زمان ممکن جستجو و نابود کنیم.
حامیان بمباران‌ها بر اهمیت استراتژیک این اهداف تأکید کرده‌اند. هیروشیما به عنوان ستاد مرکزی … مورد استفاده قرار گرفت. ارتش دوم ژنرال و لشکر پنجم، که فرماندهی دفاع از جنوب ژاپن را با ۴۰۰۰۰ رزمنده مستقر در شهر بر عهده داشت. این شهر همچنین یک مرکز ارتباطی، یک منطقه تجمع برای رزمندگان، یک نقطه ذخیره‌سازی و همچنین دارای کارخانه‌ها و کارگاه‌های صنعتی بزرگ بود و پدافند هوایی آن شامل پنج باتری توپ‌های ضدهوایی ۷ سانتی‌متری و ۸ سانتی‌متری (۲٫۸ و ۳٫۱ اینچی) بود.  ناگاساکی به دلیل فعالیت‌های صنعتی گسترده، از جمله تولید مهمات، کشتی‌های جنگی، تجهیزات نظامی و سایر مواد جنگی، از اهمیت زیادی در زمان جنگ برخوردار بود. پدافند هوایی شهر شامل چهار باتری توپ ضدهوایی ۷ سانتی‌متری (۲٫۸ اینچی) و دو باتری نورافکن بود. یک تخمین زده می‌شود که ۱۱۰٬۰۰۰ نفر در بمباران اتمی کشته شدند، از جمله ۲۰٬۰۰۰ رزمنده ژاپنی و ۲۰٬۰۰۰ کارگر برده کره‌ای در هیروشیما و ۲۳٬۱۴۵ تا ۲۸۱۱۳ کارگر کارخانه ژاپنی، ۲۰۰۰ کارگر برده کره‌ای و ۱۵۰ رزمنده ژاپنی در ناگاساکی.

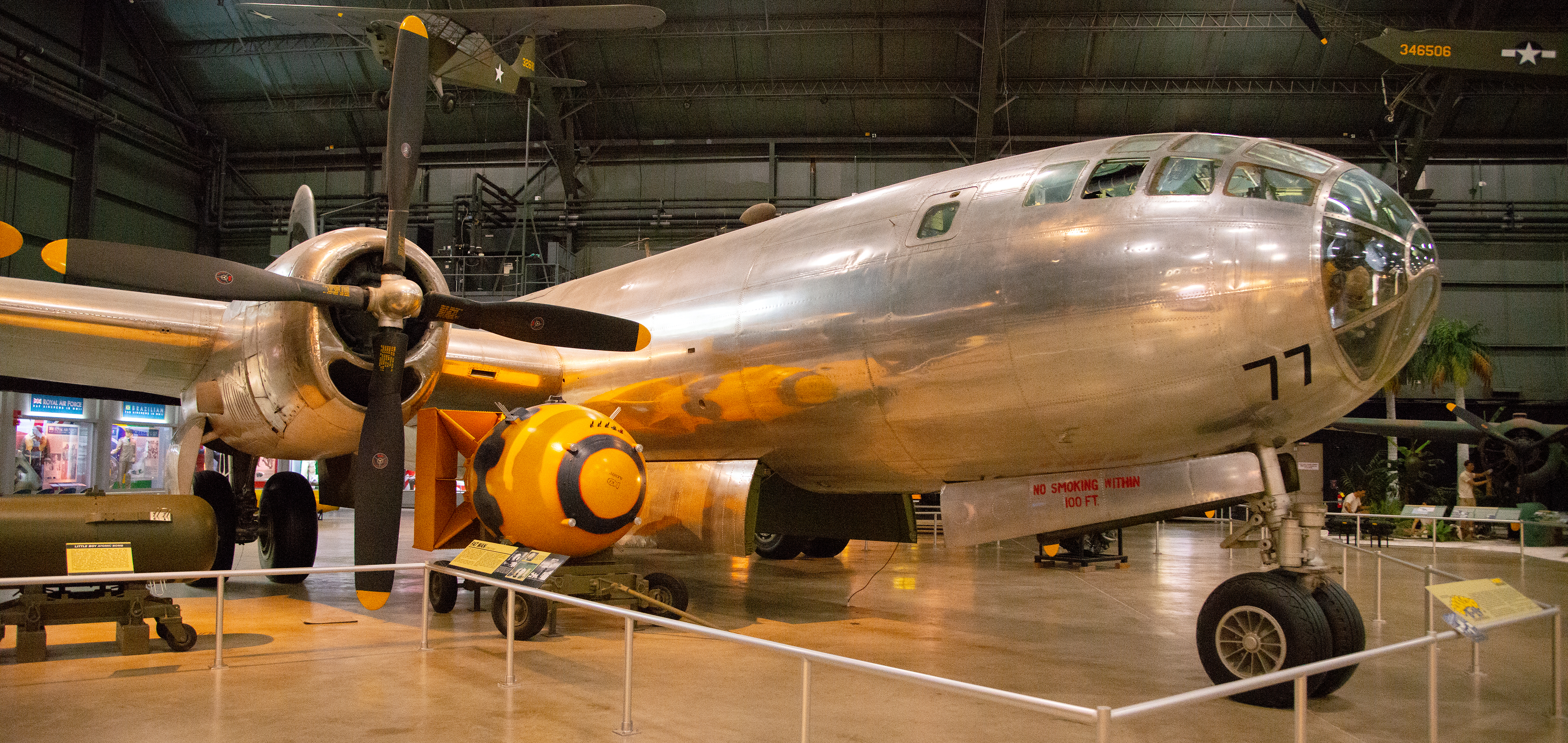
بمب «باک‌اسکار» B-29 که برای پرتاب بمب «مرد چاق» به ناگاساکی استفاده شد و یک سلاح هسته‌ای Mk III پس از جنگ که به شکل مرد چاق نقاشی شده است.

در ۳۰ ژوئن ۲۰۰۷، وزیر دفاع ژاپن فومیئو کیوما گفت که انداختن بمب‌های اتمی بر روی ژاپن توسط ایالات متحده در طول جنگ جهانی دوم راهی اجتناب‌ناپذیر برای پایان دادن به جنگ بود. کیوما گفت: «من اکنون در ذهنم پذیرفته‌ام که برای پایان دادن به جنگ، نمی‌توان کاری کرد (شیکاتاگانایی) که یک بمب اتمی بر روی ناگاساکی انداخته شد و تعداد بی‌شماری از مردم دچار تراژدی بزرگی شدند.» کیوما، که اهل ناگاساکی است، گفت که این بمباران باعث رنج زیادی در شهر شد، اما او از ایالات متحده کینه‌ای ندارد زیرا مانع از ورود اتحاد جماهیر شوروی به جنگ با ژاپن شد.  نظرات کیوما مشابه نظرات هیروهیتو بود، زمانی که در اولین کنفرانس مطبوعاتی خود در توکیو در سال ۱۹۷۵، از او در مورد بمباران هیروشیما پرسیده شد و او پاسخ داد: «بسیار تأسف‌آور است که بمب‌های هسته‌ای انداخته شدند و من برای شهروندان هیروشیما متاسفم، اما کاری از دست کسی برنمی‌آمد (shikata ga nai) زیرا این اتفاق در زمان جنگ رخ داد.»
در اوایل ژوئیه ۱۹۴۵، در مسیر خود به پوتسدام، ترومن تصمیم استفاده از بمب را دوباره بررسی کرد. در نهایت، او تصمیم گرفت بمب‌های اتمی را بر روی شهرهای استراتژیک بیندازد. قصد اعلام‌شدهٔ او از دستور بمباران، نجات جان آمریکایی‌ها، ایجاد راه‌حلی سریع برای جنگ با ایجاد ویرانی و القای ترس از ویرانی بیشتر بود، که برای تسلیم ژاپن کافی بود. امپراتور در سخنرانی خود خطاب به مردم ژاپن که دلایل تسلیم خود را در ۱۵ اوت ارائه می‌داد، به‌طور خاص به بمب‌های اتمی اشاره کرد و اظهار داشت که اگر آنها به جنگ ادامه دهند، نه تنها منجر به «فروپاشی نهایی و نابودی ملت ژاپن، بلکه منجر به انقراض کامل تمدن بشری» خواهد شد.
وزیر جنگ ایالات متحده آمریکا هنری استیمسون در مورد استفاده از بمب اتمی اظهار داشت: «بمب اتمی چیزی بیش از یک سلاح تخریب وحشتناک بود؛ این یک سلاح روانی بود. »
در سال 1959، میتسوئو فوچیدا، خلبانی که اولین موج را در حمله به پرل هاربر رهبری کرد، با ژنرال پال تیبتس که خلبان «انولا گی» که بمب اتمی را بر روی هیروشیما انداخت، ملاقات کرد و به او گفت:
کار درستی کردی. شما از نگرش ژاپنی‌ها در آن زمان آگاه هستید، اینکه چقدر متعصب بودند، آنها برای امپراتور جان می‌دادند… هر مرد، زن و کودکی در صورت لزوم با چوب و سنگ در برابر آن تهاجم مقاومت می‌کرد… آیا می‌توانید تصور کنید که حمله به ژاپن چه قتل‌عامی می‌توانست باشد؟ وحشتناک می‌بود. مردم ژاپن بیشتر از مردم آمریکا در مورد آن می‌دانند.
وزیر دفاع ایالات متحده آمریکا رابرت مک‌شخصارا سابق، که در آن زمان به عنوان تحلیلگر بمب‌افکن آماری USAAF تحت فرماندهی لمی کار می‌کرد، در مستند «مه جنگ» اظهار داشت که گاهی برای پایان سریع جنگ، نیروی بی‌رحمانه لازم بود:
یادم می‌آید که ویلیام تکامسه شرمن را در جنگ داخلی آمریکا خواندم. شهردار آتلانتا از او التماس کرد که شهر را نجات دهد. و شرمن اساساً درست قبل از اینکه نامشخص به شهردار بگوید: «جنگ بی‌رحم است. جنگ بی‌رحمی است.» این احساسی بود که لمی داشت. او سعی می‌کرد کشور را نجات دهد. او سعی می‌کرد ملت ما را نجات دهد. و در این مسیر، آماده بود هر کشتاری را که لازم باشد انجام دهد. این موقعیت بسیار بسیار دشواری برای انسان‌های حساس است.

### رهبران ژاپن از تسلیم شدن امتناع ورزیدند
برخی از مورخان، سنت‌های باستانی جنگجویان ژاپنی را عامل اصلی مقاومت ارتش ژاپن در برابر ایده تسلیم می‌دانند. طبق یک روایت نیروی هوایی، 
کد ژاپنی بوشیدو - راه جنگجو - عمیقاً ریشه دوانده بود. مفهوم «'یاماتو-داماشی» هر سرباز را با یک کد سختگیرانه مجهز می‌کرد: هرگز اسیر نشو، هرگز شکست نخور و هرگز تسلیم نشو. تسلیم شدن بی‌آبروکننده بود. هر سرباز برای جنگیدن تا سر حد مرگ آموزش دیده بود و انتظار می‌رفت قبل از تحمل بی‌آبرو شدن بمیرد. رهبران شکست‌خورده ژاپنی ترجیح می‌دادند در آیین دردناک سامورایی «هاراکیری» (که در غرب «هارا کیری» نامیده می‌شود) جان خود را بگیرند. رزمندگانی که تسلیم شدند شایسته احترام یا احترام تلقی نمی‌شدند.
نظامی‌گری ژاپن توسط رکود بزرگ تشدید شد، و منجر به ترورهای بی‌شماری اصلاح‌طلبانی شد که سعی در کنترل قدرت نظامی داشتند، از جمله تاکاهاشی کوره‌کیو، سایتو ماکوتو و تسویوشی اینوکای. این امر محیطی را ایجاد کرد که در آن مخالفت با جنگ یک تلاش بسیار خطرناک تر بود.
به گفته مورخ ریچارد بی. فرانک،
رهگیری پیام‌های ارتش و نیروی دریایی امپراتوری ژاپن بدون استثنا فاش می‌کرد که نیروهای مسلح ژاپن مصمم بودند در نبرد نهایی در سرزمین مادری علیه تهاجم متفقین بجنگند. ژاپنی‌ها این استراتژی را کتسو گو (عملیات قاطع) نامیدند. این استراتژی بر این فرض بنا شده بود که روحیه آمریکایی‌ها شکننده است و می‌تواند با تلفات سنگین در حمله اولیه درهم بشکند. سیاستمداران آمریکایی سپس با کمال میل برای پایان دادن به جنگ [بر اساس شرایط] مذاکره می‌کردند، بسیار سخاوتمندانه‌تر از تسلیم بی‌قید و شرط.
تاریخچه پروژه پلو در وزارت انرژی اتمی ایالات متحده آمریکا تا حدودی به این ادعاها اعتبار می‌بخشد و می‌گوید که رهبران نظامی در ژاپن
همچنین امیدوار بودند که اگر بتوانند تا زمان شروع حمله زمینی به ژاپن مقاومت کنند، می‌توانند آنقدر تلفات به متفقین وارد کنند که ژاپن هنوز هم بتواند نوعی مذاکره را به دست آورد. توافق.
در حالی که برخی از اعضای رهبری غیرنظامی از کانال‌های دیپلماتیک پنهانی برای تلاش در مذاکرات صلح استفاده کردند، اما نتوانستند در مورد تسلیم یا حتی آتش‌بس مذاکره کنند. ژاپن از نظر قانونی تنها با حمایت متفق‌القول کابینه ژاپن می‌توانست وارد توافق صلح شود و در تابستان ۱۹۴۵، شورای عالی جنگ ژاپن، متشکل از نمایندگان ارتش، نیروی دریایی و دولت غیرنظامی، نتوانست در مورد چگونگی ادامه کار به اجماع برسد.
بن‌بست سیاسی بین رهبران نظامی و غیرنظامی ژاپن ایجاد شد، ارتش به‌طور فزاینده‌ای مصمم بود که با وجود همه هزینه‌ها و مشکلات بجنگد و رهبری غیرنظامی به دنبال راهی برای مذاکره برای پایان دادن به جنگ بود. پیچیده‌تر شدن این تصمیم این واقعیت بود که هیچ کابینه‌ای بدون نماینده نیروی زمینی صنایع ژاپن نمی‌توانست وجود داشته باشد. این بدان معنا بود که ارتش یا نیروی دریایی می‌توانستند با استعفای وزیر خود، هر تصمیمی را وتو کنند و بدین ترتیب آنها را به قدرتمندترین پست‌ها در SWC تبدیل کنند. در اوایل اوت ۱۹۴۵، کابینه به‌طور مساوی بین کسانی که از پایان جنگ به یک شرط حمایت می‌کردند، یعنی حفظ «کوتای» و کسانی که بر سه شرط دیگر اصرار داشتند تقسیم شد:
1. خلع سلاح و خلع سلاح را به ستاد کل امپراتوری بسپارید.
2. بدون اشغال مجمع‌الجزایر ژاپن، کره (کشور)، یا جغرافیای تایوان
3. هیئتی به دولت ژاپن برای مجازات جنایتکاران جنگی

«شاهین‌ها» متشکل از آنامی کوره‌چیکا، یوشیجیرو اومیزو و تویودا سوئه‌مو بودند و توسط آنامی رهبری می‌شد. «کبوترها» متشکل از نخست‌وزیر کانتارو سوزوکی، وزیر نیروی دریایی میتسوماسا یونای و وزیر امور خارجه شیگه‌نوری توگو بودند و توسط توگو رهبری می‌شدند. عضو کنفرانس امپراتوری. برای او، حفظ «کوکوتای» نه تنها به معنای نهاد امپراتوری، بلکه به معنای سلطنت امپراتور نیز بود.< با اجازه مخصوص هیروهیتو، رئیس شورای خصوصی، هیرانوما کیچیرو، نیز عضو کنفرانس امپراتوری بود. برای او، حفظ «کوکوتای» نه تنها به معنای نهاد امپراتوری، بلکه به معنای سلطنت امپراتور نیز بود.
ژاپن نمونه‌ای از تسلیم بی‌قید و شرط را در قرارداد تسلیم آلمان داشت. در ۲۶ ژوئیه، ترومن و دیگر رهبران متفقین - به جز اتحاد جماهیر شوروی - اعلامیه‌ای را صادر کردند که در آن شرایط تسلیم ژاپن تشریح شده بود. در این اعلامیه آمده بود: «جایگزین برای ژاپن، نابودی سریع و کامل است.» این موکوساتسو بود، اگرچه در مورد نیات ژاپن بحث وجود دارد. امپراتور که منتظر پاسخ شوروی به صلح‌طلبان ژاپنی بود، هیچ اقدامی برای تغییر موضع دولت انجام نداد. در مستند پی‌بی‌اس «پیروزی در اقیانوس آرام» (۲۰۰۵)، که در مجموعه تجربه آمریکایی پخش شد، مورخ دونالد میلر استدلال می‌کند که در روزهای پس از اعلامیه، به نظر می‌رسید امپراتور بیشتر نگران انتقال سه گنجینه مقدس ژاپن به مکانی امن بود تا «نابودی کشورش». این نظر بر اساس اعلامیه‌هایی است که امپراتور در ۲۵ و ۳۱ ژوئیه ۱۹۴۵ به کیدو کوایچی داده است، زمانی که او به حافظ مهر اختصاصی ژاپن دستور داد تا «به هر قیمتی» از نشان سلطنتی امپراتوری محافظت کند.
گاهی استدلال شده است که اگر به سادگی تضمین می‌شد که امپراتور اجازه دارد به عنوان رئیس رسمی دولت ادامه دهد، ژاپن تسلیم می‌شد. با این حال، پیام‌های دیپلماتیک ژاپن در مورد میانجیگری احتمالی شوروی - که از طریق مجیک (رمزنگاری) رهگیری و در اختیار رهبران متفقین قرار گرفت - توسط برخی از مورخان به این معنی تفسیر شده است که «نظامی‌گران مسلط بر حفظ نظم نظامی قدیمی در ژاپن، همان نظمی که در آن حکومت می‌کردند، اصرار داشتند.» در ۱۸ و ۲۰ ژوئیه ۱۹۴۵، سفیر ساتو نائوتاکه در تلگرافی به وزارت امور خارجه (ژاپن) شیگه‌نوری توگو قویاً از پذیرش تسلیم بی‌قید و شرط ژاپن به شرطی که ایالات متحده کاخ امپراتوری (نگه داشتن امپراتور) را حفظ کند، حمایت کرد. در ۲۱ ژوئیه، در پاسخ، توگو این توصیه را رد کرد و گفت که ژاپن تحت هیچ شرایطی تسلیم بی‌قید و شرط را نمی‌پذیرد. توگو سپس گفت: «اگرچه واضح است که در صورت طولانی شدن جنگ، تلفات هر دو طرف بیشتر خواهد بود، اما اگر دشمن به زور تسلیم بی‌قید و شرط ما را بخواهد، ما متحد در برابر دشمن خواهیم ایستاد.» این همان چیزی بود که در دادگاه نظامی بین‌المللی برای خاور دور و سایر دادگاه‌ها نیز رخ داد. تلگراف‌های دیپلماتیک بیشتر نشان می‌دهد که سفیر ژاپن در مسکو فکر می‌کرد وزارت امور خارجه در توکیو دیدگاه غیرواقع‌بینانه‌ای نسبت به وقایع دارد.

استاد تاریخ، رابرت جیمز مدوکس، نوشت: 

افسانه دیگری که توجه گسترده‌ای را به خود جلب کرده است این است که حداقل چندین نفر از مشاوران ارشد نظامی ترومن بعداً به او اطلاع دادند که استفاده از بمب‌های اتمی علیه ژاپن از نظر نظامی غیرضروری یا غیراخلاقی یا هر دو خواهد بود. هیچ مدرک قانع‌کننده‌ای وجود ندارد که هیچ‌یک از آنها چنین کاری کرده باشند. هیچ‌یک از روسای ستاد مشترک ارتش هرگز چنین ادعایی نکرده‌اند، اگرچه یک نویسندهٔ مبتکر سعی کرده است با کنار هم گذاشتن چندین بخش نامرتبط از خاطرات دریاسالار، وانمود کند که لیهی (رئیس ستاد رئیس جمهور) چنین ادعایی کرده است. در واقع، دو روز پس از هیروشیما، ترومن به دستیارانش گفت که لیهی «تا آخرین لحظه گفته بود که بمب عمل نخواهد کرد.»
نه مک‌آرتور و نه نیمیتز هیچ‌وقت هیچ تغییر نظری در مورد لزوم حمله به ترومن ندادند یا در مورد استفاده از بمب‌ها تردیدی نشان ندادند. وقتی مک‌آرتور تنها چند روز قبل از هیروشیما از استفاده قریب‌الوقوع آنها مطلع شد، با سخنرانی در مورد آینده جنگ اتمی پاسخ داد و حتی پس از هیروشیما نیز اکیداً توصیه کرد که حمله انجام شود. نیمیتز، که حملات اتمی از حوزه قضایی او انجام می‌شد، در اوایل سال ۱۹۴۵ مطلع شد. او به پیک گفت: «این خوب به نظر می‌رسد، اما الان فقط فوریه است. نمی‌توانیم زودتر یکی تهیه کنیم؟»
بهترین چیزی که می‌توان در مورد حافظه آیزنهاور گفت این است که با گذشت زمان دچار نقص شده است.
یادداشت‌های یکی از دستیاران استیمسون نشان می‌دهد که بحثی در مورد بمب‌های اتمی وجود داشته است، اما هیچ اشاره‌ای به هیچ اعتراضی از سوی آیزنهاور نشده است.

مادوکس همچنین نوشت: «حتی پس از سقوط هر دو بمب و ورود روسیه به جنگ، شبه‌نظامیان ژاپنی بر چنان شرایط صلح ملایمی اصرار داشتند که میانه‌روها می‌دانستند حتی انتقال آنها به ایالات متحده هم بی‌معنی است. هیروهیتو مجبور شد در دو نوبت در چند روز بعد شخصاً مداخله کند تا تندروها را وادار به ترک شرایط خود کند.» «اینکه آنها ماه‌ها قبل، قبل از وقوع چنین فجایعی، شکست را پذیرفته باشند، حداقل می‌توان گفت که بعید است.»
حتی پس از شوک سه‌گانه مداخله شوروی و دو بمب اتمی، ژاپنی‌ها کابینه هنوز در بن‌بست بود و به دلیل قدرت جناح‌های ارتش و نیروی دریایی در کابینه که حتی حاضر به فکر کردن به تسلیم نبودند، قادر به تصمیم‌گیری در مورد مسیر اقدام نبود. پس از مداخله شخصی امپراتور برای شکستن بن‌بست به نفع تسلیم، حداقل سه تلاش کودتای جداگانه توسط افسران ارشد ژاپنی برای جلوگیری از تسلیم و تحت «بازداشت حفاظتی» قرار دادن امپراتور صورت گرفت. هنگامی که این تلاش‌های کودتا شکست خورد، رهبران ارشد نیروی هوایی و نیروی دریایی دستور بمباران و حملات «کامیکازه» به ناوگان ایالات متحده (که برخی از ژنرال‌های ژاپنی شخصاً در آن شرکت داشتند) را صادر کردند تا هرگونه امکان صلح را از بین ببرند. از این روایت‌ها مشخص است که در حالی که بسیاری در دولت غیرنظامی می‌دانستند که جنگ قابل پیروزی نیست، قدرت ارتش در دولت ژاپن مانع از آن شد که تسلیم حتی به عنوان یک گزینه واقعی قبل از دو بمب اتمی در نظر گرفته شود.
استدلال دیگر این است که اعلام جنگ شوروی در روزهای بین بمباران‌ها بود که باعث تسلیم شد. پس از جنگ، دریاسالار تویودا سوئه‌مو گفت: «من معتقدم که مشارکت روسیه در جنگ علیه ژاپن بیشتر از بمب‌های اتمی به تسریع تسلیم کمک کرد.»  نخست‌وزیر سوزوکی نیز اعلام کرد که ورود اتحاد جماهیر شوروی به جنگ «ادامه جنگ را غیرممکن» کرد. سوزوکی به محض شنیدن خبر این رویداد از وزیر امور خارجه توگو، بلافاصله گفت: «بیایید به جنگ پایان دهیم» و سرانجام موافقت کرد که با این هدف جلسه اضطراری شورای عالی را تشکیل دهد. تاریخ رسمی بریتانیا، «جنگ علیه ژاپن»، همچنین می‌نویسد که اعلام جنگ شوروی «برای همه اعضای شورای عالی این درک را به ارمغان آورد که آخرین امید برای صلح مذاکره شده از بین رفته است و هیچ جایگزینی جز پذیرش شرایط متفقین دیر یا زود وجود ندارد». با این حال، دیگران استدلال کرده‌اند که اعلام جنگ شوروی برخلاف بمباران اتمی، شوک بزرگی برای رهبری ژاپن نبود، زیرا آنها ماه‌ها از افزایش حضور نظامی شوروی در خاور دور آگاه بودند.
جناح «یک شرط»، به رهبری توگو، بمباران را به عنوان توجیه قاطع تسلیم به کار گرفت. کیدو کوایچی، یکی از نزدیکترین مشاوران امپراتور هیروهیتو، اظهار داشت: «ما از حزب صلح در تلاش برای پایان دادن به جنگ، از بمب اتمی کمک گرفتیم.» کیدو همچنین اظهار داشت: «من معتقدم که تنها با بمب اتمی می‌توانستیم جنگ را به پایان برسانیم. اما ورود شوروی به جنگ این کار را بسیار آسان‌تر کرد.» هیساتسونه ساکومیزو، دبیر ارشد کابینه در سال ۱۹۴۵، بمباران را «فرصتی طلایی از جانب آسمان برای ژاپن جهت پایان دادن به جنگ» نامید. او همچنین اظهار داشت: «مطمئنم که اگر اعلام جنگ از سوی روسیه اصلاً صورت نمی‌گرفت، می‌توانستیم جنگ را به روشی مشابه پایان دهیم.»
علاوه بر این، دشمن شروع به استفاده از یک بمب جدید و بی‌رحمانه کرده است که قدرت خسارت آن در واقع غیرقابل محاسبه است و جان بسیاری از افراد بی‌گناه را گرفته است. اگر ما به جنگ ادامه دهیم، نه تنها منجر به فروپاشی نهایی و نابودی ملت ژاپن می‌شود، بلکه به انقراض کامل تمدن بشری نیز منجر خواهد شد.

در این صورت، چگونه می‌توانیم میلیون‌ها نفر از اتباع خود را نجات دهیم یا در پیشگاه ارواح مقدس اجداد امپراتوری خود کفاره دهیم؟ به همین دلیل است که ما دستور پذیرش مفاد اعلامیه مشترک قدرت‌ها را داده‌ایم. — گزیده‌ای از سخنرانی تسلیم امپراتور هیروهیتو، پخش صدای جواهر'، ۱۵ اوت ۱۹۴۵
در نامه‌ای خصوصی به پسرش به تاریخ ۹ سپتامبر ۱۹۴۵، امپراتور همچنین نوشت: 
اجازه دهید چیزی در مورد دلایل شکست بگویم. مردم ما بیش از حد به دولت امپراتوری اعتقاد داشتند و از بریتانیا و ایالات متحده بیزار بودند. نظامیان ما بیش از حد به روح اهمیت می‌دادند و از علم غافل بودند. من تلاش کردم تا اشک‌هایم را فرو بخورم و از گونهٔ ملت ژاپن محافظت کنم.

### برنامه تسلیحات هسته ای ژاپن
در طول جنگ، و به ویژه در سال ۱۹۴۵، به دلیل محرمانه بودن دولت، اطلاعات بسیار کمی در خارج از ژاپن در مورد پیشرفت کند برنامه جنگ‌افزار هسته‌ای ژاپن وجود داشت. ایالات متحده می‌دانست که ژاپن از متحدان آلمانی خود درخواست مواد کرده است و ۵۶۰ کیلوگرم (۱٬۲۳۰ پوند) اکسید اورانیوم فرآوری نشده در آوریل ۱۹۴۵ با زیردریایی زیردریایی یو-۲۳۴ به ژاپن فرستاده شد، که با این حال به نیروهای متعاقب آلمان در اقیانوس اطلس تسلیم شد. بر اساس گزارش‌ها، اکسید اورانیوم با عنوان "U-235" برچسب‌گذاری شده بود، که ممکن است برچسب اشتباهی از نام زیردریایی باشد. مشخصات دقیق آن ناشناخته باقی مانده است. برخی منابع معتقدند که این ماده از نوع تسلیحاتی نبوده و برای استفاده به عنوان کاتالیزور در تولید متانول مصنوعی که برای سوخت هواپیما استفاده می‌شود، در نظر گرفته شده بود.
اگر تجزیه و تحلیل پس از جنگ نشان می‌داد که توسعه سلاح‌های هسته‌ای ژاپن نزدیک به اتمام است، این کشف ممکن است به نوعی انکار تاریخ برای توجیه حمله اتمی به ژاپن به کار گرفته می‌شد. با این حال، مشخص است که پروژه ضعیف و هماهنگ ژاپن به‌طور قابل توجهی از تحولات ایالات متحده در سال ۱۹۴۵ عقب مانده بود، و همچنین پشت سر ناموفق برنامه جنگ‌افزار هسته‌ای آلمان of WWII.
مروری در سال ۱۹۸۶ بر این فرضیه حاشیه‌ای که ژاپن «قبلاً» سلاح هسته‌ای ساخته بود، توسط کارمند وزارت انرژی ایالات متحده آمریکا، راجر ام. آندرس، در مجله «امور نظامی» منتشر شد:
کتاب روزنامه‌نگار ویلکاکس، پروژه‌های انرژی اتمی ژاپن در زمان جنگ را شرح می‌دهد. این قابل ستایش است، زیرا یک رویداد کمتر شناخته شده را روشن می‌کند. با این وجود، این اثر با اشتیاق ظاهری ویلکاکس برای نشان دادن اینکه ژاپن بمب اتمی ساخته است، خدشه‌دار می‌شود. داستان‌های انفجارهای اتمی ژاپن، یکی حمله‌ای خیالی به لس‌آنجلس، و دیگری روایتی بی‌اساس از یک آزمایش پس از هیروشیما، کتاب را آغاز می‌کنند. (ویلکاکس داستان آزمایش را می‌پذیرد زیرا نویسنده [اسنل] «یک روزنامه‌نگار برجسته بود»). این داستان‌ها، همراه با عدم بحث ویلکاکس در مورد دشواری تبدیل نظریه علمی به یک بمب عملی، داستان واقعی تلاش ژاپنی‌ها را مبهم می‌کند: پروژه‌های ناهماهنگ در مقیاس آزمایشگاهی که مسیرهایی را انتخاب کردند که کمترین احتمال تولید بمب را داشتند. }}

### دخالت شوروی
ژاپن پس از جنگ جهانی دوم، تحت شرایطی که ایالات متحده دو سلاح اتمی را بر روی ژاپن نینداخته بود، می‌توانست وضعیتی مشابه کره و آلمان را در سال‌های اشغال شوروی از یک طرف و اشغال غرب از طرف دیگر تجربه کند. این امر به دلیل طرح پیشنهادی تهاجم شوروی به هوکایدو، یک تهاجم برنامه‌ریزی‌شده به شمالی‌ترین جزیره از جزایر اصلی ژاپن که قرار بود دو ماه قبل از حمله آمریکا به کیوشو (جنوبی‌ترین جزیره) آغاز شود، کاملاً غیرقابل تصور نبود. اگر شوروی‌ها واقعاً تهاجم فوق‌الذکر را آغاز می‌کردند و در آن موفق می‌شدند، در جزیره‌ای با اهمیت استراتژیک بسیار زیاد، جای پایی به دست می‌آوردند. از این نظر، طرح ایالات متحده (و همچنین متحدانش) که با نام عملیات سقوط شناخته می‌شود، ممکن است در موقعیتی که می‌تواند برای منافع ایالات متحده، متحدانش یا حتی جهان خطرناک یا شاید کشنده باشد، به یک قمار تبدیل شده باشد.
در حالی که پیش‌بینی‌های معتبر یا عملی برای چنین وضعیتی کمیاب هستند، تجزیه و تحلیل دقیق موقعیت‌های مشابه و تجربی مشاهده شده، دلایل موجهی را برای در نظر گرفتن دخالت شوروی به عنوان یک نگرانی معتبر ارائه می‌دهد. در بسیاری از موارد، تحت معیارهایی که نفوذ یا اشغال شوروی در بخشی از کشور یا منطقه و نفوذ غرب در بخش دیگر مشاهده می‌شود، درگیری رخ داده است. چند نمونه از این موارد عبارتند از: جنگ کره، جایی که یک کره شمالی تحت حمایت شوروی به کره جنوبی طرفدار غرب حمله کرد و در نهایت منجر به یک جنگ چندملیتی با فرماندهی سازمان ملل، در درجه اول متشکل از نیروهای آمریکایی، در مقابل نیروی مشترک کره شمالی-حزب کمونیست چین محاصره برلین، جایی که اتحاد جماهیر شوروی به دلیل گرسنگی دادن به طرفدار غربی، اما به‌طور حتم برلین غربی را تحت فرمان محاصره برلین شکست داد. ; جنگ ویتنام، یک درگیری نیابتی جنگ سرد بین ایالات متحده و اتحاد جماهیر شوروی، که طرفدار کمونیست ویتنام شمالی را در مقابل [ویتنام شمالی]] مورد حمایت آمریکا قرار داد. و موارد مشابه دیگر. در واقع، خلأ ایجاد شده پس از تسلیم ژاپن در مناطق مورد مناقشه چین به دوئلی مشکوک بین کمونیسم و دموکراسی تبدیل شد، همان‌طور که یوجین اسلج در کتاب «جنگ سرد: تاریخ نظامی» می‌نویسد: «در این زمان در شمال چین گروه‌های مسلح مختلفی وجود داشتند: ژاپنی‌ها، سربازان دولت دست نشانده چینی که توسط ژاپن آموزش دیده و تجهیز شده بودند، کمونیست‌های چینی، ملی‌گرایان چینی، راهزنان چینی و تفنگداران دریایی ایالات متحده… در لانگ فانگ و بسیاری از مناطق دیگر، حتی به ژاپنی‌های تسلیم شده اجازه داده شد تا تحت نظارت ایالات متحده، سلاح‌های خود را برای کمک به مبارزه با کمونیست‌ها نگه دارند.»

## مخالفت

### از نظر نظامی غیرضروری
معاون وزیر، بارد، متقاعد شده بود که یک بمباران استاندارد و محاصره دریایی برای وادار کردن ژاپن به تسلیم کافی خواهد بود. حتی بیشتر از آن، او هفته‌ها نشانه‌هایی دیده بود که ژاپنی‌ها در واقع به دنبال راهی برای خروج از جنگ بودند. ایده او این بود که ایالات متحده به ژاپنی‌ها در مورد بمب، ورود قریب‌الوقوع شوروی به جنگ و رفتار منصفانه‌ای که شهروندان و امپراتور در کنفرانس آینده متفقین جنگ جهانی دوم کنفرانس دریافت خواهند کرد، اطلاع دهد. قبل از وقوع بمباران، بارد از ترومن التماس کرد که نه بمب‌ها را بیندازد (حداقل نه بدون هشدار قبلی به مردم) و نه به کل کشور حمله کند و پیشنهاد داد که خونریزی را متوقف کند.
بررسی بمباران استراتژیک ایالات متحده در سال ۱۹۴۶ در ژاپن، که اعضای آن شامل پل نیتز بودند، نتیجه گرفتند که بمب‌های اتمی برای پیروزی در جنگ غیرضروری بوده‌اند. آنها گفتند:
تلاش برای نسبت دادن دقیق تسلیم بی‌قید و شرط ژاپن به هر یک از علل متعددی که به‌طور مشترک و تجمعی مسئول فاجعه ژاپن بودند، فایده‌ای ندارد. اگر ساختار سیاسی ژاپن امکان تعیین سریع‌تر و قاطع‌تر سیاست‌های ملی را فراهم می‌کرد، فاصله زمانی بین ناتوانی نظامی و پذیرش سیاسی امر اجتناب‌ناپذیر می‌توانست کوتاه‌تر باشد. با این وجود، واضح به نظر می‌رسد که حتی بدون حملات بمباران اتمی، برتری هوایی بر ژاپن می‌توانست فشار کافی برای تسلیم بی‌قید و شرط و رفع نیاز به تهاجم را اعمال کند.

بر اساس بررسی دقیق تمام حقایق و با پشتیبانی شهادت رهبران ژاپنیِ در قید حیات، نظر این بررسی این است که قطعاً قبل از ۳۱ دسامبر ۱۹۴۵، و به احتمال زیاد قبل از ۱ نوامبر ۱۹۴۵، ژاپن حتی اگر بمب‌های اتمی انداخته نمی‌شد، حتی اگر روسیه وارد جنگ نمی‌شد، و حتی اگر هیچ تهاجمی برنامه‌ریزی یا در نظر گرفته نمی‌شد، تسلیم می‌شد.

این نتیجه‌گیری فرض را بر این گذاشت که بمباران آتش‌زای متعارف، با افزایش تعداد هواپیماهای B-29 و سطح بالاتری از تخریب شهرها و جمعیت ژاپن ادامه می‌یافت.  یکی از منابع تأثیرگذار نیتزه، پرینس فومیمارو کونوئه بود که در پاسخ به سؤالی مبنی بر اینکه آیا ژاپن در صورت عدم استفاده از بمب‌های اتمی تسلیم می‌شد، گفت که مقاومت تا نوامبر یا دسامبر ۱۹۴۵ ادامه می‌یافت.
مورخانانی مانند برنشتاین، هاسگاوا و نیومن، نیتزه را به خاطر نتیجه‌گیری‌ای که به گفته آنها بسیار فراتر از شواهد موجود بود، به منظور ارتقای اعتبار نیروی هوایی نیروی زمینی ایالات متحده آمریکا به قیمت از دست رفتن ارتش و نیروی دریایی، مورد انتقاد قرار داده‌اند.

دوایت آیزنهاور در خاطرات خود با عنوان «سال‌های کاخ سفید» نوشت:
در سال ۱۹۴۵، وزیر جنگ، استیمسون، هنگام بازدید از ستاد من در آلمان، به من اطلاع داد که دولت ما در حال آماده شدن برای پرتاب بمب اتمی به ژاپن است. من یکی از کسانی بودم که احساس می‌کردم دلایل قانع‌کننده‌ای برای زیر سؤال بردن عقلانیت چنین عملی وجود دارد. در طول بازگویی حقایق مربوطه توسط او، احساس افسردگی داشتم و بنابراین نگرانی‌های جدی خود را به او ابراز کردم، اولاً بر اساس این باورم که ژاپن از قبل شکست خورده است و انداختن بمب کاملاً غیرضروری است، و ثانیاً، به این دلیل که فکر می‌کردم کشور ما باید با استفاده از سلاحی که به نظر من دیگر به عنوان اقدامی برای نجات جان آمریکایی‌ها اجباری نیست، از شوکه کردن افکار عمومی جهان جلوگیری کند. 
دیگر افسران ارتش ایالات متحده که با ضرورت بمباران‌ها مخالف بودند عبارتند از ژنرال ارتش داگلاس مک‌آرتور، آدمیرال ویلیام لیهی (رئیس ستاد رئیس‌جمهور)، سرتیپ کارتر کلارک (افسر اطلاعات نظامی که تلگراف‌های ژاپنی را برای مقامات آمریکایی آماده می‌کرد)، دریاسالار چستر نیمیتز (فرمانده کل ناوگان اقیانوس آرام)، دریاسالار ویلیام هالسی جونیور (فرمانده ناوگان سوم ایالات متحده) و حتی مسئول تمام عملیات هوایی استراتژیک علیه جزایر اصلی ژاپن، سرلشکر وقت کرتیس لهمی:
در واقع، ژاپنی‌ها قبلاً درخواست صلح کرده بودند. بمب اتم هیچ نقشی نداشت نقش تعیین‌کننده‌ای، از دیدگاه صرفاً نظامی، در شکست ژاپن.— ناوگان دریاسالار چستر دبلیو. نیمیتز، فرمانده کل ناوگان اقیانوس آرام ایالات متحده
استفاده از [بمب‌های اتمی] در هیروشیما و ناگاساکی هیچ کمک مادی در جنگ ما علیه ژاپن نکرد. ژاپنی‌ها به دلیل محاصره دریایی مؤثر و بمباران موفقیت‌آمیز با سلاح‌های متعارف، از قبل شکست خورده و آماده تسلیم بودند… احتمالات مرگبار جنگ اتمی در آینده ترسناک است. احساس خودم این بود که در حال حاضر ما که اولین کسانی بودیم که از آن استفاده کردیم، یک استاندارد اخلاقی مشترک با بربرهای قرون وسطی را پذیرفته بودیم. به من یاد نداده بودند که به این شکل جنگ کنم، و جنگ‌ها را نمی‌توان با کشتن زنان و کودکان برد.— دریاسالار ویلیام دی. لیهی، رئیس ستاد رئیس‌جمهور ترومن، ۱۹۵۰، 
بمب اتم هیچ ارتباطی با پایان جنگ نداشت.— سرلشکرکرتیس له‌می، XXI Bomber Command، سپتامبر ۱۹۴۵، 
اولین بمب اتمی یک آزمایش غیرضروری بود… انداختن آن یک اشتباه بود… [دانشمندان] این اسباب‌بازی را داشتند و می‌خواستند آن را امتحان کنند، بنابراین آن را انداختند.— ناوگان دریاسالار ویلیام هالسی جونیور، ۱۹۴۶، 
استیون پیتر روزن از هاروارد معتقد است که محاصره زیردریایی برای وادار کردن ژاپن به تسلیم کافی بود.
مورخ هاسه‌گاوا تسویوشی نوشت که خود بمباران‌های اتمی دلیل اصلی تسلیم ژاپن نبودند. در عوض، او معتقد است که ورود شوروی به جنگ در ۸ اوت، که توسط اعلامیه پوتسدام امضا شده توسط سایر متفقین مجاز بود، دلیل اصلی بود. این واقعیت که اتحاد جماهیر شوروی این اعلامیه را امضا نکرد، به ژاپن این باور را داد که می‌توان شوروی را از جنگ دور نگه داشت. تا ۲۵ ژوئیه، یک روز قبل از صدور اعلامیه، ژاپن از یک فرستاده دیپلماتیک به رهبری کونوئه خواسته بود تا به مسکو بیاید و امیدوار باشد که در اقیانوس آرام میانجیگری کند. قرار بود کونوئه نامه‌ای از امپراتور بیاورد که در آن آمده بود:
اعلیحضرت امپراتور، با توجه به این واقعیت که جنگ کنونی روزانه شر و قربانی بیشتری را برای مردم همه قدرت‌های متخاصم به ارمغان می‌آورد، از صمیم قلب آرزو می‌کند که این جنگ به سرعت پایان یابد. اما تا زمانی که انگلستان و ایالات متحده بر تسلیم بی‌قید و شرط اصرار دارند، امپراتوری ژاپن هیچ جایگزینی برای مبارزه با تمام قدرت خود برای افتخار و موجودیت سرزمین مادری ندارد… این قصد شخصی امپراتور است که شاهزاده کونوئه را به عنوان فرستاده ویژه به مسکو بفرست. 
دیدگاه هاسگاوا این است که وقتی اتحاد جماهیر شوروی در ۸ اوت اعلام جنگ کرد، این امر تمام امیدهای محافل رهبری ژاپن را مبنی بر اینکه می‌توان شوروی‌ها را از جنگ دور نگه داشت و همچنین امکان ارسال نیروهای کمکی از آسیا به جزایر ژاپن برای تهاجم مورد انتظار وجود دارد، از بین برد. هاسگاوا نوشت:
با این حال، بر اساس شواهد موجود، واضح است که دو بمب اتمی… به تنهایی در وادار کردن ژاپن به تسلیم تعیین‌کننده نبودند. بمب‌های اتمی با وجود قدرت مخربشان، برای تغییر جهت دیپلماسی ژاپن کافی نبودند. حمله شوروی این کار را کرد. بدون ورود شوروی به جنگ، ژاپنی‌ها به جنگ ادامه می‌دادند تا اینکه بمب‌های اتمی متعدد، حمله موفقیت‌آمیز متفقین به جزایر خودی یا بمباران‌های هوایی مداوم، همراه با محاصره دریایی، آنها را از انجام این کار ناتوان می‌کرد. 
وارد نوشت که «پس از بمباران ناگاساکی، تنها چهار شهر بزرگ باقی مانده بود که می‌توانستند به راحتی با سلاح‌های اتمی مورد اصابت قرار گیرند» و شورای عالی ژاپن پس از بمباران‌های اتمی زحمت تشکیل جلسه را به خود نداد زیرا آنها به سختی مخرب‌تر از بمباران‌های قبلی بودند. او نوشت که در عوض، اعلان جنگ شوروی و تهاجم شوروی به منچوری و ساخالین آخرین گزینه‌های دیپلماتیک و نظامی ژاپن برای مذاکره در مورد تسلیم «مشروط» را حذف کردند و این همان چیزی است که باعث تسلیم ژاپن شد. او نوشت که نسبت دادن تسلیم ژاپن به یک «سلاح معجزه‌آسا»، به جای شروع حمله شوروی، آبروی ژاپن را حفظ کرد و جایگاه جهانی ایالات متحده را ارتقا داد.
نخست‌وزیر سوزوکی در اوت ۱۹۴۵ گفت که ژاپن در اسرع وقت به ایالات متحده تسلیم شد زیرا ژاپن انتظار دارداتحاد جماهیر شوروی را وادار به حمله و تصرف هوکایدو کرد، اقدامی که «بنیان ژاپن را نابود می‌کرد».

### بمب به عنوان جنایات جنگی
این حس مسئولیت‌پذیریِ آشفته در هیچ‌کجا حادتر و مطمئناً در هیچ‌کجا طولانی‌تر از کسانی که در توسعه انرژی اتمی برای اهداف نظامی مشارکت داشتند، نبوده است… به نوعی بی‌ادبانه که هیچ ابتذالی، هیچ طنزی، هیچ اغراقی نمی‌تواند آن را کاملاً خاموش کند، فیزیکدانان گناه را شناخته‌اند؛ و این دانشی است که نمی‌توانند از دست بدهند.

—جی. رابرت اوپنهایمر
1947 آرتور دیهون لیتل سخنرانی یادبود
تعدادی از افراد و سازمان‌های برجسته از بمب‌گذاری‌ها انتقاد کرده‌اند، بسیاری از آنها آنها را به عنوان جنایت جنگی، جنایت علیه بشریت و/یا تروریسم دولتی توصیف می‌کنند. منتقدان اولیه بمب‌گذاری‌ها آلبرت اینشتین، یوجین ویگنر و لئو زیلارد بودند که با هم در سال ۱۹۳۹ با ارسال نامه اینشتین–زیلارد به رئیس‌جمهور روزولت، اولین تحقیق دربارهٔ بمب‌ها را تحریک کردند.
زیلارد، که بعدها نقش مهمی در پروژه چند ایفا کرد، استدلال کرد:
اجازه دهید فقط همینقدر در مورد مسئله اخلاقی مربوطه بگویم: فرض کنید آلمان قبل از اینکه بمبی داشته باشد، دو بمب ساخته بود. و فرض کنید آلمان یک بمب را مثلاً روی روچستر و دیگری را روی بوفالو انداخته بود، و سپس با تمام شدن بمب‌هایش، جنگ را می‌باخت. آیا کسی می‌تواند شک کند که در آن صورت، انداختن بمب‌های اتمی روی شهرها را به عنوان یک جنایت جنگی تعریف می‌کردیم و آلمانی‌هایی را که مرتکب این جنایت شده بودند، در نورنبرگ به اعدام محکوم و به دار می‌آویختیم؟ 

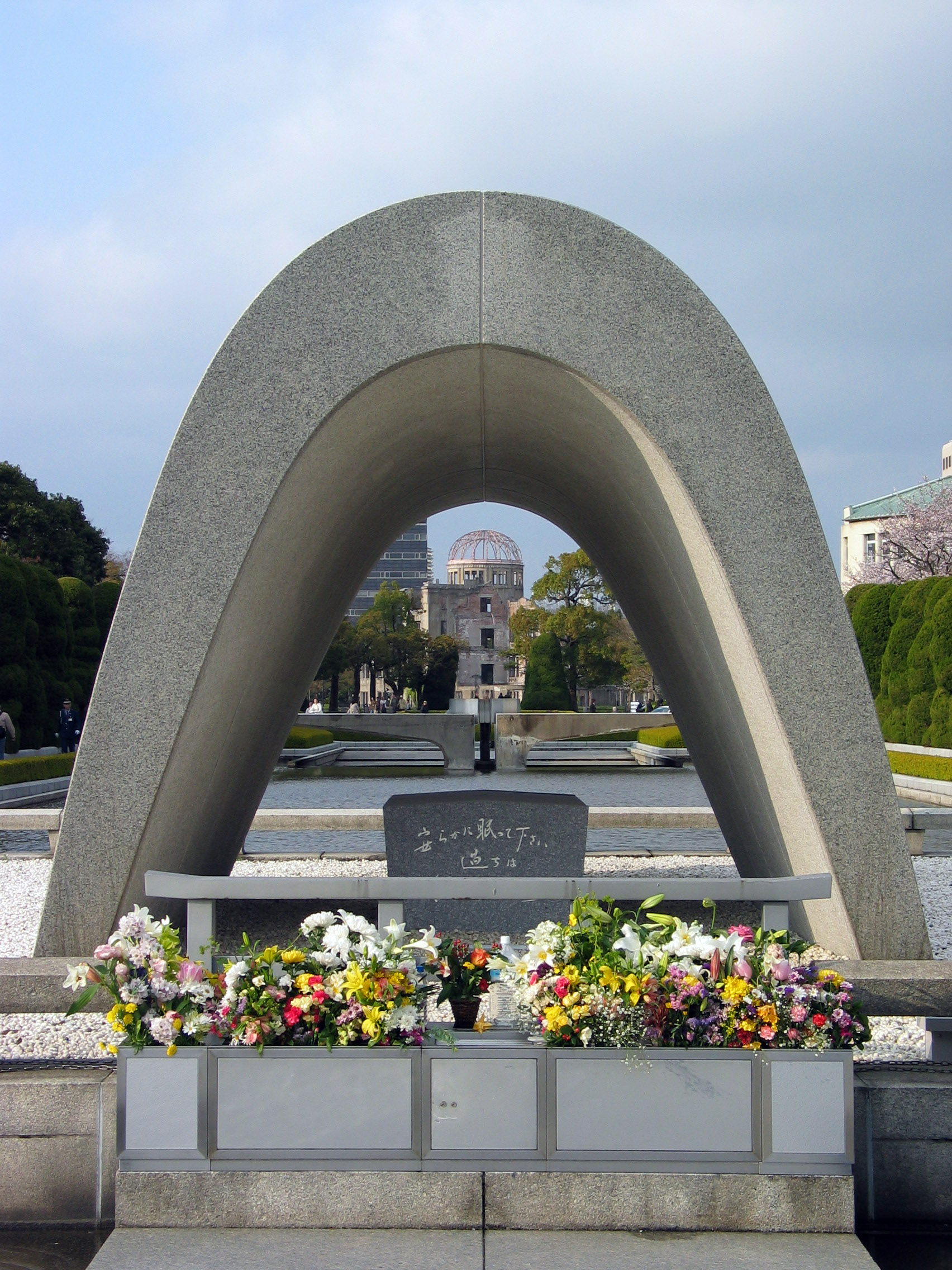
گور نمادین در پارک صلح هیروشیما با این جمله نوشته شده است: «بگذارید همه ارواح اینجا در آرامش باشند؛ این اشتباه تکرار نخواهد شد.» اگرچه این جمله ممکن است مبهم به نظر برسد، اما روشن شده است که منظور کنشگر (دستور زبان) تمام بشریت است و اشتباهی که به آن اشاره شده، جنگ به‌طور کلی است.<

تعدادی از دانشمندانی که روی بمب کار می‌کردند، مخالف استفاده از آن بودند. هفت دانشمند به رهبری دکتر جیمز فرانک، در ماه مه ۱۹۴۵ گزارشی را به کمیته موقت (که به رئیس‌جمهور مشاوره می‌داد) ارائه دادند و گفتند:
اگر ایالات متحده اولین کسی باشد که این وسیله جدید نابودی بی‌هدف را بر سر بشریت رها می‌کند، حمایت عمومی در سراسر جهان را قربانی می‌کند، مسابقه تسلیحاتی را تسریع می‌کند و احتمال دستیابی به یک توافق بین‌المللی در مورد کنترل آینده چنین سلاح‌هایی را خدشه‌دار می‌کند.

مارک سلدن می‌نویسد: "شاید قاطع‌ترین نقد معاصر از موضع اخلاقی آمریکا در مورد بمب و مقیاس‌های عدالت در جنگ توسط حقوقدان هندی رادهابینود پال، یک صدای مخالف در دادگاه جنایات جنگی توکیو، که از پذیرش منحصر به فرد بودن جنایات جنگی ژاپن خودداری می‌کرد، ابراز شد. با یادآوری ویلهلم دوم، امپراتور آلمان به وظیفه خود برای پایان دادن سریع به جنگ جهانی اول اشاره کرد - "همه چیز باید به آتش و شمشیر سپرده شود؛ مردان، زنان و کودکان و پیرمردان باید قتل‌عام شوند و هیچ درخت یا خانه‌ای سرپا نماند." پال اظهار داشت:
این سیاست قتل‌عام کورکورانه برای کوتاه کردن جنگ، جنایت تلقی می‌شد. در جنگ اقیانوس آرام مورد بررسی ما، اگر چیزی نزدیک به آنچه در نامه فوق امپراتور آلمان آمده است، وجود داشته باشد، آن تصمیمی است که از جانباز قدرت‌های متفقین خواست تا از بمب استفاده کنند. نسل‌های آینده در مورد این تصمیم وخیم قضاوت خواهند کرد… اگر هرگونه تخریب بی‌قید و شرط جان و مال غیرنظامیان هنوز در جنگ غیرقانونی است، پس در جنگ اقیانوس آرام، این تصمیم برای استفاده از بمب اتم تنها رویکرد نزدیک به دستورالعمل‌های امپراتور آلمان در طول جنگ جهانی اول و رهبران نازی در طول جنگ جهانی دوم است.
سلدن به انتقاد دیگری از بمباران هسته‌ای اشاره می‌کند که به گفته او دولت ایالات متحده به‌طور مؤثر آن را به مدت بیست و پنج سال سرکوب کرد. در ۱۱ اوت ۱۹۴۵، دولت ژاپن از طریق سفارت سوئیس در توکیو، اعتراض رسمی خود را در مورد بمباران اتمی به وزارت امور خارجه ایالات متحده ارائه کرد و اظهار داشت:
زن و مرد رزمنده و غیررزمنده، پیر و جوان، بدون هیچ تبعیضی در اثر فشار جوی انفجار و همچنین گرمای تابشی ناشی از آن قتل‌عام می‌شوند. در نتیجه، بمبی وجود دارد که بی‌رحمانه‌ترین اثراتی را که بشریت تاکنون به خود دیده است، خواهد داشت… بمب‌های مورد بحث که توسط آمریکایی‌ها استفاده شده‌اند، از نظر بی‌رحمی و اثرات وحشت‌آفرینی، بسیار فراتر از گاز یا هر سلاح دیگری هستند که استفاده از آن ممنوع است. اعتراضات ژاپنی‌ها علیه بی‌احترامی ایالات متحده به اصول بین‌المللی جنگ، استفاده از بمب اتمی را با بمباران آتش‌زا قبلی که منجر به قتل‌عام سالمندان، زنان و کودکان، تخریب و سوزاندن معابد شینتو و بودایی، مدارس، بیمارستان‌ها، محل‌های زندگی و غیره شد، همراه کرد… آنها اکنون از این بمب جدید استفاده می‌کنند که تأثیری غیرقابل کنترل و بی‌رحمانه دارد و بسیار بیشتر از هر سلاح یا پرتابه دیگری است که تا به امروز استفاده شده است. این یک جنایت جدید علیه بشریت و تمدن است. 
Selden نتیجه می‌گیرد که «اعتراض ژاپنی‌ها به درستی به نقض اصول پذیرفته‌شده بین‌المللی جنگ توسط ایالات متحده در رابطه با نابودی گسترده جمعیت‌ها اشاره داشت».
در سال ۱۹۶۳، این بمباران‌ها موضوع بررسی قضایی در پرونده ریویچی شیمودا و همکاران علیه دولت در ژاپن بود. در بیست و دومین سالگرد حمله به پرل هاربر، دادگاه ناحیه توکیو حکم داد که استفاده از سلاح‌های هسته‌ای در جنگ غیرقانونی نیست،
 اما در obiter dictum خود نظر داد که عمل انداختن هرگونه بمب، از جمله بمب‌های اتمی بر روی شهرها، در آن زمان تابع کنوانسیون‌های ۱۸۹۹ و ۱۹۰۷ لاهه و پیش‌نویس قوانین لاهه بوده است. جنگ هوایی ۱۹۲۲–۱۹۲۳ و بنابراین غیرقانونی بود.
در مستند «مه جنگ»، رابرت مک‌نامارا، وزیر دفاع سابق ایالات متحده، از ژنرال کورتیس لمی، که دستور رئیس‌جمهور برای پرتاب بمب‌های هسته‌ای به ژاپن را ابلاغ کرد، یاد می‌کند. گفت:
«اگر جنگ را می‌باختیم، همه ما به عنوان جنایتکار جنگی تحت پیگرد قانونی قرار می‌گرفتیم.» و من فکر می‌کنم او درست می‌گوید. او، و من می‌گویم من، مانند جنایتکاران جنگی رفتار می‌کردیم. لمی می‌دانست که اگر تیمش می‌باخت، کاری که انجام می‌داد غیراخلاقی تلقی می‌شد. اما چه چیزی باعث می‌شود که اگر ببازید غیراخلاقی باشد و اگر ببرید غیراخلاقی نباشد؟
بمباران هیروشیما و ناگاساکی به عنوان اولین استفاده جنگی از سلاح‌های هسته‌ای، برای برخی عبور از یک مانع حیاتی را نشان می‌دهد. پیتر کوزنیک، مدیر موسسه مطالعات هسته‌ای در دانشگاه امریکن، دربارهٔ رئیس‌جمهور ترومن نوشت: «او می‌دانست که روند نابودی گونه‌ها را آغاز می‌کند.» کوزنیک گفت بمباران اتمی ژاپن «فقط یک جنایت جنگی نبود؛ بلکه جنایتی علیه بشریت بود».
تاکاشی هیرائوکا، شهردار هیروشیما، با حمایت از خلع سلاح، در جلسه استماع در دیوان بین‌المللی دادگستری گفت: «واضح است که استفاده از سلاح‌های هسته‌ای، که باعث قتل‌عام بی‌هدف می‌شود و [اثرات آن بر] بازماندگان برای دهه‌ها باقی می‌ماند، نقض قوانین بین‌المللی است.»
ایچو ایتو، شهردار ناگاساکی، در همان جلسه استماع اعلام کرد:
گفته می‌شود که نوادگان بازماندگان بمب اتمی باید برای چندین نسل تحت نظر باشند تا تأثیر ژنتیکی آن روشن شود، به این معنی که نوادگان برای [دهه‌های] آینده در اضطراب زندگی خواهند کرد... با قدرت و ظرفیت عظیم خود برای کشتار و تخریب، سلاح‌های هسته‌ای هیچ تمایزی بین رزمندگان و غیر رزمندگان یا بین تأسیسات نظامی و جوامع غیرنظامی قائل نمی‌شوند... بنابراین استفاده از سلاح‌های هسته‌ای... نقض آشکار قوانین بین‌المللی است.
اگرچه بمباران‌ها با تعریف نسل‌کشی مطابقت ندارند،  برخی این تعریف را بسیار سختگیرانه می‌دانند و استدلال می‌کنند که بمباران‌ها نسل‌کشی محسوب می‌شوند. برای مثال، مورخ دانشگاه شیک بروس کامینگز بیان می‌کند که در میان مورخان در مورد گفته مارتین شروین اجماع وجود دارد: «بمب ناگاساکی در بهترین حالت بی‌فایده و در بدترین حالت نسل‌کشی بود».
این محقق آر. جی. رامل در عوض تعریف نسل‌کشی را به آنچه او مردم منظوری می‌نامد، گسترش می‌دهد و بخش عمده‌ای از مرگ و میرهای ناشی از بمباران اتمی را در این موارد لحاظ می‌کند. تعریف او از کشتار جمعی نه تنها شامل نسل‌کشی، بلکه شامل کشتار بیش از حد غیرنظامیان در جنگ نیز می‌شود، تا جایی که این امر خلاف قوانین توافق‌شده برای جنگ باشد. او استدلال می‌کند که بمباران هیروشیما و ناگاساکی جنایات جنگی بودند و بنابراین کشتار جمعی محسوب می‌شوند.
Rummel در میان موارد دیگر، اعتراض رسمی دولت ایالات متحده در سال ۱۹۳۸ به ژاپن، به دلیل بمباران شهرهای چین را نقل می‌کند: «بمباران جمعیت‌های غیررزمی، قوانین بین‌المللی و بشردوستانه را نقض کرد.» او همچنین مرگ بیش از حد غیرنظامیان در مناطق آتش‌سوزی که با روش‌های متعارف، مانند توکیو، رخ داده است را مصداق دموکراسی‌زدایی می‌داند.
در سال ۱۹۶۷، نوآم چامسکی بمباران‌های اتمی را «از جمله غیرقابل‌بیان‌ترین جنایات تاریخ» توصیف کرد. چامسکی به همدستی مردم آمریکا در این بمباران‌ها اشاره کرد و تجربیات تلخی را که آنها قبل از این رویداد متحمل شده بودند، دلیل پذیرش مشروعیت آن توسط آنها دانست.
در سال ۲۰۰۷، گروهی از روشنفکران در هیروشیما نهادی غیررسمی به نام دادگاه بین‌المللی خلق‌ها در مورد پرتاب بمب‌های اتمی بر هیروشیما و ناگاساکی تأسیس کردند. در ۱۶ ژوئیه ۲۰۰۷، حکم خود را صادر کرد و اظهار داشت:
دادگاه تشخیص می‌دهد که ماهیت خسارت ناشی از بمب‌های اتمی را می‌توان به عنوان نابودی بی‌قید و شرط همه اشکال حیات یا تحمیل درد غیرضروری به بازماندگان توصیف کرد.
در مورد قانونی بودن و اخلاقی بودن این اقدام، دادگاه غیررسمی تشخیص داد:
استفاده از سلاح‌های هسته‌ای در هیروشیما و ناگاساکی در پرتو اصول و قواعد حقوق بین‌الملل بشردوستانه قابل اجرا در درگیری‌های مسلحانه غیرقانونی بود، زیرا بمباران هر دو شهر، غیرنظامیان را هدف حمله قرار داد و از سلاح‌های هسته‌ای استفاده کرد که قادر به تمایز بین غیرنظامیان و اهداف نظامی نبودند و در نتیجه، باعث رنج غیرضروری برای بازماندگان غیرنظامی شدند. 

### تروریسم دولتی
گزارش‌های تاریخی نشان می‌دهد که تصمیم به استفاده از بمب‌های اتمی به منظور تحریک تسلیم ژاپن با استفاده از یک قدرت الهام‌بخش گرفته شده است. این مشاهدات باعث شده است که مایکل والزر این حادثه را عملی از "تروریسم جنگی" بداند: تلاش برای کشتن غیرنظامیان به تعداد زیاد که دولت آنها مجبور به تسلیم شود. هیروشیما به نظر من مورد کلاسیک است."
این نوع ادعا در نهایت باعث شد مورخ رابرت پی. نیومن، از حامیان بمب‌گذاری‌ها، بگوید «می‌توان ترور موجه داشت، همان‌طور که می‌توان جنگ‌های عادلانه داشت.».
برخی از محققان و مورخ بمباران اتمی ژاپن را نوعی «تروریسم دولتی» توصیف کرده‌اند. این تفسیر مبتنی بر تعریف زمان به عنوان «هدف قرار دادن بی‌گناهان برای دستیابی به یک هدف سیاسی» است. همان‌طور که فرانسیس وی. هاربر اشاره می‌کند، جلسه کمیته هدف در لس آلاموس (نیومکزیکو) در ۱۰ و ۱۱ مه ۱۹۴۵ پیشنهاد داد که مراکز جمعیتی بزرگ کیوتو یا هیروشیما برای ایجاد «تأثیر روانی» و «به اندازه کافی چشمگیر کردن استفاده اولیه برای اهمیت جنگ‌افزار که باید در سطح بین‌المللی به رسمیت شناخته شود» هدف قرار گیرند. به این ترتیب، هاربر معتقد است که هدف، ایجاد وحشت برای اهداف سیاسی در داخل و خارج از ژاپن بوده است. با این حال، برلی تیلور ویلکینز معتقد است که این امر معنای «تروریسم» را گسترش می‌دهد تا شامل جنگ نیز بشود.
مورخ هوارد زین نوشت که این بمب‌گذاری‌ها تروریسم بودند. هوارد زین به جامعه‌شناس کای تی. اریکسون که گفت که بمباران را نمی‌توان «مبارزه» نامید زیرا غیرنظامیان را هدف قرار می‌دادند. نظریه جنگ مشروع نظریه‌پرداز مایکل والزر گفت که اگرچه گرفتن جان غیرنظامیان را می‌توان در شرایط «وضعیت فوق‌العاده اضطراری» توجیه کرد.
تونی کودی، فرانسیس وی. بندرگاه، و جمال نصار نیز هدف قرار دادن غیرنظامیان در جریان بمباران‌ها را نوعی تروریسم می‌دانند. ناصر بمب‌گذاری‌های اتمی را به‌عنوان تروریسم در همان ردهٔ بمباران توکیو، بمباران درسدن در جنگ دوم جهانی و هولوکاست طبقه‌بندی می‌کند.
ریچارد ای. فالک، استاد بازنشسته حقوق و رویه‌های بین‌المللی در دانشگاه پرینستون، به تفصیل دربارهٔ هیروشیما و ناگاساکی به عنوان نمونه‌هایی از تروریسم دولتی نوشته است. او گفت که «کارکرد آشکار این حملات، ایجاد رعب و وحشت در میان مردم از طریق کشتار جمعی و روبرو کردن رهبران آنها با چشم‌انداز نابودی ملی بود».
نویسنده استیون پول گفت که «افرادی که توسط تروریسم کشته می‌شوند» اهداف اثر ترور مورد نظر نیستند. او گفت که بمباران‌های اتمی «به عنوان یک نمایش وحشتناک» با هدف استالین و دولت ژاپن طراحی شده بودند.
الکساندر ورت، مورخ و بی‌بی‌سی خبرنگار جنگ جبهه شرقی، معتقد است که بمباران هسته‌ای ژاپن عمدتاً برای نشان دادن سلاح جدید به تکان‌دهنده‌ترین شکل، عملاً در آستانه اتحاد جماهیر شوروی، به منظور آماده‌سازی زمینه سیاسی پساجنگ انجام شد.

### اساساً غیراخلاقی
روزنامه واتیکان آبزرور رومی در اوت ۱۹۴۵ ابراز تاسف کرد که مخترعان بمب، این سلاح را به نفع بشریت نابود نکردند.  کشیش کاتبرت تیکنس، رئیس کلیسای سنت آلبنز، استفاده از کلیسای جامع سنت آلبنز را برای مراسم شکرگزاری پایان جنگ ممنوع کرد و استفاده از سلاح‌های اتمی را «عملی کشتار دسته‌جمعی و بی‌هدف» خواند. در سال ۱۹۴۶، گزارشی از شورای فدرال کلیساها با عنوان «جنگ اتمی و ایمان مسیحی» شامل عبارت زیر است:
به عنوان مسیحیان آمریکایی، ما عمیقاً توبه می‌کنیمبه خاطر استفاده غیرمسئولانه‌ای که قبلاً از بمب اتمی صورت گرفته است. ما توافق داریم که صرف نظر از قضاوت کلی در مورد جنگ، بمباران‌های غافلگیرکننده هیروشیما و ناگاساکی از نظر اخلاقی غیرقابل دفاع هستند.
کشیش بمب‌گذاران، پدر جورج بندیکت زابلکا، بعداً پس از بازدید از ناگاساکی به همراه دو کشیش دیگر، بمباران‌ها را محکوم کرد.
پاپ فرانسیس در سال ۲۰۲۰ در سفر خود به هیروشیما موارد زیر را بیان کرد:
استفاده از انرژی اتمی برای اهداف جنگی غیراخلاقی است، همان‌طور که داشتن سلاح هسته‌ای غیراخلاقی است.
هیچ‌وقت واضح نبوده است که برای شکوفایی صلح، همه مردم باید سلاح‌های جنگی و به‌ویژه قوی‌ترین و مخرب‌ترین سلاح‌ها را زمین بگذارند: سلاح‌های هسته‌ای که می‌توانند کل شهرها، کل کشورها را فلج و ویران کنند.
Terumi Tanaka، از سازمان بازماندگان بمب اتمی کنفدراسیون سازمان‌های ژاپن برای آسیب‌دیده‌های بمب‌های اتمی و هیدروژنی، موارد زیر را بیان کرد:
چنین اعمال غیرانسانی و غیراخلاقی هرگز نباید مجاز باشد. استفاده از سلاح‌های هسته‌ای به نام «امنیت ملی» غیرقابل قبول است. هیچ دولتی در صورت استفاده از سلاح هسته‌ای، حتی برای حفاظت از بقای یک دولت، در امان نیست. بازدارندگی هسته‌ای، که وجود سلاح‌های هسته‌ای را بر اساس استفاده احتمالی از آنها مجاز می‌داند، کاملاً علیه بشریت است. تجربه هیباکوشا باید نقطه شروع بحث در مورد تأثیر بشردوستانه سلاح‌های هسته‌ای باشد.
نیهون هیدانکیو در سال ۲۰۲۴ جایزه صلح نوبل را دریافت کرد و ترومی تاناکا به عنوان نماینده در مراسم اهدای جایزه نوبل خدمت کرد.

#### ادامه رفتار قبلی
مورخ آمریکایی گابریل کولکو گفت که بحث‌های خاص در مورد بُعد اخلاقی حملات، با توجه به تصمیم اخلاقی اساسی که … قبلاً انجام شده است:
در طول نوامبر ۱۹۴۴، هواپیماهای B-۲۹ آمریکایی اولین حملات بمب‌های آتش‌زا خود را به توکیو آغاز کردند و در ۹ مارس ۱۹۴۵، موج به موج انبوهی از بمب‌های آتش‌زای کوچک حاوی نسخه اولیه ناپالم را بر روی جمعیت شهر ریختند - زیرا آنها این حمله را علیه غیرنظامیان هدایت کردند. به زودی آتش‌سوزی‌های کوچک گسترش یافتند، به هم متصل شدند و به طوفان آتش گسترده‌ای تبدیل شدند که اکسیژن را از جو پایینی مکید. حمله بمب برای آمریکایی‌ها یک «موفقیت» بود. آنها ۱۲۵۰۰۰ ژاپنی را در یک حمله کشتند. متفقین هامبورگ و بمباران در جنگ جهانی دوم را به همان روش و ناگویا، اوساکا، کوبه و توکیو را دوباره در ۲۴ مه بمباران کردند. تصمیم اخلاقی اساسی که آمریکایی‌ها باید در طول جنگ می‌گرفتند این بود که آیا با حمله بی‌هدف و نابودی غیرنظامیان، قوانین بین‌المللی را نقض می‌کنند یا خیر، و آنها این معضل را در چارچوب سلاح‌های متعارف حل کردند. نه هیاهو و نه تردیدی با انتخاب آنها همراه نبود، و در واقع بمب اتمی که علیه هیروشیم استفاده شدیک بمب اتمی از بمباران آتشین گسترده کشنده‌تر بود. جنگ چنان رهبران آمریکایی را بی‌رحم کرده بود که سوزاندن تعداد زیادی از غیرنظامیان تا بهار ۱۹۴۵ دیگر یک معضل واقعی نبود. با توجه به قدرت پیش‌بینی‌شده بمب اتمی، که بسیار کمتر از بمباران آتشین بود، هیچ‌کس انتظار نداشت که مقادیر کمی از آن به جنگ پایان دهد. فقط تکنیک آن بدیع بود - نه بیشتر. تا ژوئن ۱۹۴۵، کشتار جمعی غیرنظامیان از طریق بمباران استراتژیک، هنری استیمسون را به عنوان یک مشکل اخلاقی تحت تأثیر قرار داد، اما این فکر به محض اینکه به ذهنش خطور کرد، آن را فراموش کرد و به هیچ وجه استفاده آمریکا از بمب‌های متعارف یا اتمی را شکل نداد. او در گفتگو با هری ترومن در 6 ژوئن خاطرنشان کرد: «من نمی‌خواستم ایالات متحده به خاطر سبقت گرفتن از هیتلر در جنایات، شهرت پیدا کند.» مشکل دیگری که بمباران متعارف گسترده ایجاد می‌کرد، موفقیت آن بود، موفقیتی که دو شیوه تخریب انسانی را از نظر کیفی در واقع و در ذهن ارتش آمریکا یکسان می‌کرد. استیمسون به ترومن گفت: «من کمی می‌ترسیدم که قبل از اینکه بتوانیم آماده شویم، نیروی هوایی ممکن است ژاپن را چنان بمباران کند که سلاح جدید پیشینه مناسبی برای نشان دادن قدرت خود نداشته باشد.» رئیس‌جمهور در پاسخ به این سؤال «خندید و گفت که متوجه است».

### بمباران ناگاساکی غیرضروری
دومین بمباران اتمی، بر روی ناگاساکی، تنها سه روز پس از بمباران هیروشیما رخ داد، زمانی که ویرانی هیروشیما هنوز توسط ژاپنی‌ها به‌طور کامل درک نشده بود.
کوتاه بودن زمان بین بمباران‌ها باعث شده است که برخی مورخان اظهار کنند که بمباران دوم «قطعاً غیرضروری» بوده است.
 "در بهترین حالت بی‌فایده و در بدترین حالت نسل‌کشی", و نه مطابق با قانون جنگ. در پاسخ به این ادعا که بمباران اتمی ناگاساکی غیرضروری بوده است، مدوکس نوشت:
مقامات آمریکایی معتقد بودند که بیش از یک بمب لازم است زیرا آنها فرض می‌کردند که تندروهای ژاپنی انفجار اول را کوچک جلوه می‌دهند یا سعی می‌کنند آن را به عنوان نوعی فاجعه طبیعی توضیح دهند، که دقیقاً همان کاری است که آنها انجام دادند. برای مثال، در سه روز بین بمباران‌ها، وزیر جنگ ژاپن حتی از پذیرش اتمی بودن بمب هیروشیما خودداری کرد. چند ساعت پس از ناگاساکی، او به کابینه گفت که «به نظر می‌رسد آمریکایی‌ها صد بمب اتمی دارند… آنها می‌توانند روزانه سه بمب بیندازند. هدف بعدی ممکن است توکیو باشد.» 
جروم هاگن اشاره می‌کند که گزارش اصلاح‌شده وزیر جنگ، آنامی، تا حدودی بر اساس بازجویی از خلبان اسیر آمریکایی مارکوس مک‌دیلدا بوده است. مک‌دیلدا تحت شکنجه گزارش داد که آمریکایی‌ها ۱۰۰ بمب اتمی دارند و توکیو و کیوتو اهداف بعدی بمب اتمی خواهند بود. هر دو دروغ بودند؛ مک‌دیلدا در پروژه منهتن دخیل نبود و در جریان آن قرار نگرفت و صرفاً آنچه را که فکر می‌کرد ژاپنی‌ها می‌خواهند بشنوند، به آنها گفت.
یک روز قبل از بمباران ناگاساکی، امپراتور به وزیر امور خارجه شیگنوری توگو از تمایل خود برای «اطمینان از پایان سریع خصومت‌ها» اطلاع داد. توگو در خاطرات خود نوشت که امپراتور «به او هشدار داد که چون دیگر نمی‌توانیم به مبارزه ادامه دهیم، اکنون که سلاحی با این قدرت ویرانگر علیه ما استفاده شده است، نباید فرصت را [برای پایان دادن به جنگ] با تلاش برای به دست آوردن شرایط مطلوب‌تر از دست بدهیم». سپس امپراتور از توگو خواست تا خواسته‌های خود را به نخست‌وزیر اعلام کند.

### انسان زدایی
مورخ جیمز جی وینگارتنر ارتباطی بین قطع عضو کشتگان جنگی ژاپنی به دست آمریکاییان و بمب‌گذاری‌ها می‌بیند. «تصویر گسترده از ژاپنی‌ها به عنوان انسان‌های پست، زمینه‌ای احساسی ایجاد کرد که توجیه دیگری برای تصمیماتی بود که منجر به مرگ صدها هزار نفر شد.» در روز دوم پس از بمباران ناگاساکی، رئیس‌جمهور ترومن اظهار داشت: «تنها زبانی که به نظر می‌رسد آنها می‌فهمند، زبانی است که ما برای بمباران آنها استفاده کرده‌ایم. وقتی مجبورید با یک حیوان وحشی سر و کار داشته باشید، باید با او مانند یک حیوان وحشی رفتار کنید. این بسیار تأسف‌بار است، اما با این وجود حقیقت دارد.»

### مرعوب کردن شوروی
در سال ۲۰۰۳، نلسون ماندلا که در آفریقای جنوبی مخالف آپارتاید بود، در مورد بمب‌گذاری‌های هیروشیما و ناگاساکی چنین گفت.
۵۷ سال پیش که ژاپن در همه جبهه‌ها عقب‌نشینی می‌کرد، آنها (ایالات متحده آمریکا) تصمیم گرفتند بمب اتم را در هیروشیما و ناگاساکی بیندازند. تعداد زیادی از مردم بی گناه را که هنوز از عوارض آن رنج می‌برند، کشت بمب. آن بمب‌ها علیه ژاپنی‌ها نبودند. آنها علیه اتحاد جماهیر شوروی بودند. برای اینکه بگویند، ببینید، این قدرتی است که ما داریم. اگر جرات مخالفت با کاری که ما انجام می‌دهیم را دارید، این اتفاقی است که برای شما خواهد افتاد. چون آنها آنقدر متکبر هستند که تصمیم گرفتند مردم بی‌گناه ژاپن را که هنوز از آن رنج می‌برند، بکشند.
این جمله در جریان بحث‌هایی در مورد جنگ عراق بیان شد. ماندلا همچنین اظهار داشت که آمریکا مرتکب جنایات غیرقابل وصفی شده است و کشوری است که به انسان‌ها اهمیتی نمی‌دهد.

کای برد مورخ استدلال می‌کند که ایالات متحده در ژوئیه ۱۹۴۵ تلگراف‌های دیپلماتیک ژاپن را رهگیری کرده بود که نشان می‌داد ژاپن به دنبال صلح است و شرط اصلی آن حفظ … سیستم امپراتور. با وجود این، ایالات متحده به بمباران ادامه داد. برد همچنین اظهار می‌کند که این بمب تا حدی برای ارسال پیام استراتژیک به اتحاد جماهیر شوروی در شرایط نوظهور پس از جنگ استفاده شده است.

## حقوق بین‌الملل
در زمان بمباران اتمی، هیچ معاهده یا سند بین‌المللی برای محافظت از جمعیت غیرنظامی به‌طور خاص در برابر حمله هواپیما وجود نداشت. بسیاری از منتقدان بمباران اتمی به کنوانسیون‌های لاهه ۱۸۹۹ و ۱۹۰۷ به عنوان قوانینی که در مورد حمله به جمعیت غیرنظامی وضع شده‌اند، اشاره می‌کنند. کنوانسیون‌های لاهه هیچ مقررات جنگ هوایی خاصی را در بر نمی‌گرفت، اما هدف قرار دادن غیرنظامیان بی‌دفاع توسط توپخانه دریایی، توپخانه صحرایی یا موتورهای محاصره را ممنوع می‌کرد، که همه آنها به عنوان «بمباران» طبقه‌بندی می‌شدند. با این حال، کنوانسیون‌ها اجازه هدف قرار دادن تأسیسات نظامی در شهرها، از جمله انبارهای نظامی، کارخانه‌های صنعتی و کارگاه‌هایی را که می‌توانستند برای جنگ استفاده شوند، می‌دادند. این مجموعه قوانین در طول جنگ جهانی اول که شاهد بمباران بود، رعایت نشد. بمباران شهرها توسط زپلین‌ها و بمب‌افکن‌های چند موتوره. پس از آن، سلسله جلسات دیگری در لاهه در سال‌های ۱۹۲۲–۱۹۲۳ برگزار شد، اما هیچ توافق الزام‌آوری در مورد جنگ هوایی حاصل نشد. در طول دهه‌های ۱۹۳۰ و ۱۹۴۰، بمباران هوایی شهرها از سر گرفته شد، به ویژه توسط لژیون کاندور آلمان علیه شهرهای گرنیکا و دورانگو در اسپانیا در سال ۱۹۳۷ در طول جنگ داخلی اسپانیا. این امر منجر به تشدید بمباران شهرهای مختلف، از جمله چونگ‌کینگ، ورشو، روتردام، لندن، کاونتری، هامبورگ، درسدن و توکیو شد. تمام متخاصمان اصلی در جنگ جهانی دوم بمب‌هایی را بر سر غیرنظامیان در شهرها ریختند.
بحث مدرن در مورد قابلیت اعمال کنوانسیون‌های لاهه بر بمباران اتمی هیروشیما و ناگاساکی حول این محور می‌چرخد که آیا می‌توان فرض کرد که این کنوانسیون‌ها شامل حالت‌های جنگی که در آن زمان ناشناخته بودند، می‌شوند یا خیر؛ آیا می‌توان قوانین مربوط به بمباران توپخانه‌ای را بر قوانین مربوط به بمباران هوایی اعمال کرد. همچنین، این بحث به این بستگی دارد که کشورهای درگیر جنگ تا چه حد از کنوانسیون‌های لاهه پیروی می‌کردند.
اگر کنوانسیون‌های لاهه به عنوان قابل اجرا پذیرفته شوند، سؤال اساسی این است که آیا شهرهای بمباران شده با تعریف «بی‌دفاع» مطابقت دارند یا خیر. برخی از ناظران هیروشیما و ناگاساکی را بی‌دفاع می‌دانند، برخی می‌گویند که هر دو شهر اهداف نظامی مشروعی بودند و برخی دیگر می‌گویند که هیروشیما می‌توانست یک هدف نظامی مشروع در نظر گرفته شود در حالی که ناگاساکی نسبتاً بی‌دفاع بود. هیروشیما به عنوان یک هدف مشروع مورد بحث قرار نگرفته است زیرا کارخانه‌های صنعتی اصلی درست در خارج از هدف قرار داشتند. منطقه. همچنین به عنوان یک هدف مشروع مطرح شده است زیرا هیروشیما مقر منطقه‌ای ارتش دوم عمومی و لشکر پنجم با ۴۰۰۰۰ رزمنده مستقر در شهر بود. هر دو شهر توسط توپ‌های ضدهوایی محافظت می‌شدند، که استدلالی علیه تعریف «بی‌دفاع» است.
کنوانسیون‌های لاهه سلاح‌های سمی را ممنوع کردند. رادیواکتیویته بمباران‌های اتمی، به ویژه به شکل ریزش هسته‌ای که کندتر می‌کشد، سمی توصیف شده است. با این حال، این دیدگاه توسط دیوان بین‌المللی دادگستری در سال ۱۹۹۶ رد شد، که اظهار داشت استفاده اولیه و انحصاری از (انفجار هوایی) سلاح‌های هسته‌ای برای مسمومیت یا خفگی نیست و بنابراین توسط انفجار هوایی ممنوع نیست. پروتکل ژنو.
کنوانسیون‌های لاهه همچنین به‌کارگیری «سلاح‌ها، پرتابه‌ها یا موادی که برای ایجاد رنج غیرضروری طراحی شده‌اند» را ممنوع کردند. دولت ژاپن در ۱۰ اوت ۱۹۴۵ پس از ارسال نامه اعتراضی به ایالات متحده که استفاده از بمب‌های اتمی را محکوم می‌کرد، به این ممنوعیت استناد کرد. با این حال، این ممنوعیت فقط در مورد سلاح‌هایی مانند نیزه‌هایی با سر خاردار، گلوله‌های نامنظم، پرتابه‌های پر از شیشه، استفاده از هر … اعمال می‌شد. ماده‌ای روی گلوله‌ها که به‌طور غیرضروری باعث التهاب زخم ایجاد شده توسط آنها می‌شود، همراه با نوک گلوله شیاردار یا ایجاد گلوله نوک نرمها با سوهان زدن انتهای پوشش سخت روی گلوله‌های با غلاف فلزی کامل.
با این حال، این قانون در مورد استفاده از مواد منفجره موجود در پرتابه‌های توپخانه، مین‌ها، اژدرهای هوایی یا نارنجک‌های دستی اعمال نمی‌شد. در سال‌های ۱۹۶۲ و ۱۹۶۳، دولت ژاپن با بیان اینکه هیچ قانون بین‌المللی برای منع استفاده از بمب‌های اتمی وجود ندارد، اظهارات قبلی خود را پس گرفت.
کنوانسیون‌های لاهه تصریح کردند که ساختمان‌های مذهبی، مراکز هنری و علمی، خیریه‌ها، بیمارستان‌ها و بناهای تاریخی باید تا حد امکان در بمباران مصون بمانند، مگر اینکه برای اهداف نظامی استفاده شوند. منتقدان بمباران اتمی به بسیاری از این نوع سازه‌ها که در هیروشیما و ناگاساکی تخریب شدند، اشاره می‌کنند. با این حال، کنوانسیون‌های لاهه همچنین تصریح کردند که برای توجیه تخریب اموال دشمن، این کار باید «به‌طور ضروری و به دلیل ضرورت‌های جنگ» باشد.: ۹۴  به دلیل عدم دقت بمب‌افکن‌های سنگین در جنگ جهانی دوم، هدف قرار دادن دارایی‌های نظامی در شهرها بدون آسیب رساندن به اهداف غیرنظامی عملی نبود.: 94–99 
حتی پس از بمباران اتمی ژاپن، هیچ معاهده بین‌المللی برای ممنوعیت یا محکومیت جنگ هسته‌ای تصویب نشده است. نزدیکترین مثال، قطعنامه‌ای از مجمع عمومی سازمان ملل است که بیان می‌کرد جنگ هسته‌ای با منشور سازمان ملل سازگار نیست، این قطعنامه در سال ۱۹۵۳ با رأی ۲۵ به ۲۰ و ۲۶ رأی ممتنع تصویب شد.

## تأثیر بر تسلیم
نظرات متفاوتی در مورد نقش بمباران‌ها در تسلیم ژاپن وجود دارد، و برخی بمباران‌ها را عامل تعیین‌کننده می‌دانند، اما برخی دیگر بمب‌ها را عامل فرعی می‌دانند، و برخی دیگر اهمیت آنها را ناشناخته ارزیابی می‌کنند.
موضع جریان اصلی در ایالات متحده از سال ۱۹۴۵ تا دهه ۱۹۶۰، بمباران‌ها را عامل تعیین‌کننده در پایان جنگ می‌دانست، که توسط مفسران به عنوان دیدگاه «سنت‌گرا» یا به‌طور تحقیرآمیز به عنوان «ارتدوکس میهن‌پرستانه» نامیده شده است.
از سوی دیگر، برخی حمله شوروی به منچوری را اصلی یا تعیین‌کننده می‌دانند. در ایالات متحده، رابرت پاپ و تسویوشی هاسگاوا به‌طور خاص این دیدگاه را مطرح کرده‌اند که برخی آن را قانع‌کننده دانسته‌اند، اما دیگران آن را مورد انتقاد قرار داده‌اند.
رابرت پیپ همچنین استدلال می‌کند:
آسیب‌پذیری نظامی، نه آسیب‌پذیری غیرنظامی، دلیل تصمیم ژاپن برای تسلیم شدن است. موقعیت نظامی ژاپن آنقدر ضعیف بود که رهبران آن احتمالاً قبل از حمله و تقریباً در همان زمان در اوت ۱۹۴۵ تسلیم می‌شدند، حتی اگر ایالات متحده از بمباران استراتژیک یا بمب اتمی استفاده نمی‌کرد. به جای نگرانی در مورد هزینه‌ها و خطرات برای مردم، یا حتی ضعف کلی نظامی ژاپن در برابر ایالات متحده، عامل تعیین‌کننده، تشخیص رهبران ژاپن بود که استراتژی آنها برای حفظ مهم‌ترین قلمرو مورد بحث - جزایر داخلی - نمی‌تواند موفقیت‌آمیز باشد. 
در نوشته‌های ژاپنی در مورد تسلیم، بسیاری از روایت‌ها، ورود شوروی به جنگ را دلیل اصلی یا دارای اهمیتی برابر با بمب‌های اتمی می‌دانند، و دیگران، مانند کار سادائو آسادا، به بمباران‌های اتمی، به ویژه تأثیر آنها بر امپراتور، اولویت می‌دهند. اولویت مدخل شوروی به عنوان دلیل تسلیم، دیدگاهی دیرینه از سوی برخی مورخان ژاپنی است و در برخی از کتاب‌های درسی دبیرستان‌های ژاپن نیز آمده است.
استدلال در مورد نقش شوروی در تسلیم ژاپن با استدلال در مورد نقش شوروی در تصمیم آمریکا برای انداختن بمب اتمی مرتبط است. هر دو استدلال بر اهمیت اتحاد جماهیر شوروی تأکید دارند. استدلال اول می‌گوید که ژاپن از ترس اتحاد جماهیر شوروی تسلیم ایالات متحده شد و استدلال دوم تأکید می‌کند که ایالات متحده بمب‌ها را برای ترساندن اتحاد جماهیر شوروی انداخت. روایت‌های شوروی از پایان جنگ بر نقش اتحاد جماهیر شوروی تأکید داشت. «'دایرةالمعارف بزرگ شوروی'» وقایع را به این ترتیب خلاصه کرد:

در اوت ۱۹۴۵، نیروهای هوایی ارتش آمریکا بمب‌های اتمی را بر روی شهرهای هیروشیما (۶ اوت) و ناگاساکی (۹ اوت) انداختند. این بمباران‌ها ناشی از ضرورت نظامی نبود و در درجه اول اهداف سیاسی را دنبال می‌کرد. آنها خسارات عظیمی به جمعیت صلح‌جو وارد کردند.
دولت شوروی در ۸ اوت ۱۹۴۵ با انجام تعهداتی که با توافق با متحدان خود پذیرفته بود و با هدف پایان بسیار سریع جنگ جهانی دوم، اعلام کرد که از ۹ اوت ۱۹۴۵ اتحاد جماهیر شوروی در حالت جنگ علیه [ژاپن] خواهد بود و خود را با اعلامیه پوتسدام ۱۹۴۵... دولت‌های ایالات متحده، بریتانیای کبیر و چین در ۲۶ ژوئیه ۱۹۴۵، که خواستار تسلیم بی‌قید و شرط [ژاپن] بود و مبانی غیرنظامی‌سازی و دموکراتیزه کردن بعدی آن را پیش‌بینی می‌کرد، مرتبط دانست. حمله نیروهای شوروی، در هم کوبیدن ارتش کوانتونگ و آزادسازی منچوری، کره شمالی، ساخالین جنوبی و جزایر کوریل، منجر به پایان سریع جنگ در خاور دور شد. در ۲ سپتامبر ۱۹۴۵ [ژاپن] قانون کاپیتولاسیون بدون قید و شرط را امضا کرد.

ژاپن سه روز قبل از حمله شوروی به جزایر کوریل در ۱۸ اوت، تسلیم خود را اعلام کرده بود، که به دلیل اعلام قبلی تسلیم، با مخالفت نظامی نسبتاً کمی مواجه شد.
نیروی دریایی شوروی توسط برخی افرادالگو:که به عنوان به‌طور مزمن فاقد توانایی دریایی برای حمله به جزایر اصلی ژاپن در نظر گرفته می‌شد، با وجود اینکه [[پروژه هولا|کشتی‌های قرضی متعددی از ایالات متحده] دریافت کرده بود.
برخی دیگر استدلال کرده‌اند که ژاپن خسته از جنگ، احتمالاً به دلیل فروپاشی اقتصاد؛ کمبود ارتش، غذا و مواد صنعتی؛ تهدید انقلاب داخلی؛ و صحبت از تسلیم از اوایل سال، تسلیم می‌شد. با این حال، دیگران این را بعید می‌دانند و استدلال می‌کنند که ژاپن احتمالاً می‌توانسته مقاومت جانانه‌ای از خود نشان دهد.
سادائو آسادا، مورخ ژاپنی، استدلال می‌کند که تصمیم نهایی برای تسلیم، تصمیمی شخصی از سوی امپراتور بوده که تحت تأثیر بمباران‌های اتمی قرار گرفته است.
ایکوهیکو هاتا، مورخ ژاپنی، در زندگینامه خود از هیروهیتو در سال ۲۰۰۷ نوشت: 
نویسنده عادت کرده است که هنگام ملاقات با اعضای سابق ارتش و نیروی دریایی امپراتوری، بپرسد کدام یک در آن زمان تأثیر بیشتری داشته است: بمب‌های اتمی یا ورود شوروی به جنگ؟ پاسخ‌ها حدود ۵۰–۵۰ است، اما همه موافقند که هیچ‌یک از این دو ضربه به تنهایی کافی نبود؛ اگر آنها با هم همزمان نشده بودند، پایان جنگ در اوت ۱۹۴۵ غیرممکن می‌بود.

## دیپلماسی اتمی
استدلال دیگری که تحت عنوان «دیپلماسی اتمی» مورد بحث قرار گرفته و در کتابی با همین نام در سال ۱۹۶۵ توسط گار آلپروویتز مطرح شده است، این است که هدف اصلی بمباران‌ها ارعاب اتحاد جماهیر شوروی بود و شلیک‌های آغازین جنگ سرد بودند. در همین راستا، برخی استدلال می‌کنند که ایالات متحده امیدوار بود قبل از ورود شوروی به جنگ اقیانوس آرام، بمب‌ها را پرتاب کند و از ژاپن تسلیم شود. با این حال، اتحاد جماهیر شوروی، ایالات متحده و بریتانیا در نشست یالتا در مورد زمان پیوستن اتحاد جماهیر شوروی به جنگ علیه ژاپن و نحوه تقسیم خاک ژاپن در پایان جنگ به توافق رسیدند.
دیگران استدلال می‌کنند که چنین ملاحظاتی نقش کمی یا هیچ نقشی نداشتند، در عوض ایالات متحده نگران تسلیم ژاپن بود و در واقع، ایالات متحده ورود شوروی به جنگ اقیانوس آرام را آرزو داشت و از آن قدردانی می‌کرد، زیرا تسلیم ژاپن را تسریع کرد. ترومن در خاطرات خود نوشت: "دلایل زیادی برای رفتن من به پوتسدام وجود داشت، اما به نظر من، فوری‌ترین آنها این بود که از استالین یک نظر شخصی بگیرم. تأیید مجدد ورود روسیه به جنگ علیه ژاپن، موضوعی که فرماندهان نظامی ما بیشترین اشتیاق را برای به دست آوردن آن داشتند. من توانستم این را در همان روزهای اول کنفرانس از استالین بگیرم."
کمپبل کریگ و فردریک لوگوال استدلال می‌کنند که دو بمب به دلایل مختلفی انداخته شده‌اند:
عدم تمایل ترومن به تأخیر انداختن بمباران دوم، عامل شوروی را دوباره در نظر می‌گیرد. آنچه نابودی ناگاساکی به ارمغان آورد، تسلیم فوری ژاپن بود و برای ترومن این تسلیم سریع برای جلوگیری از حرکت نظامی شوروی به آسیا بسیار مهم بود... به طور خلاصه، اولین بمب به محض آماده شدن، و به دلیلی که دولت بیان کرد، پرتاب شد: تسریع پایان جنگ اقیانوس آرام. اما در مورد بمب دوم، زمان‌بندی همه چیز بود. از یک نظر مهم، نابودی ناگاساکی - نه خود بمباران، بلکه امتناع ترومن از به تعویق انداختن آن - اولین اقدام آمریکا در جنگ سرد بود.

## افکار عمومی

### در ایالات متحده
مرکز تحقیقات پیو یک نظرسنجی در سال ۲۰۱۵ انجام داد که نشان می‌داد ۵۶٪ از آمریکایی‌ها از بمباران اتمی هیروشیما و ناگاساکی حمایت و ۳۴٪ مخالف آن بودند. این مطالعه تأثیر نسل پاسخ‌دهندگان را برجسته کرد و نشان داد که حمایت از بمباران‌ها در بین آمریکایی‌های ۶۵ سال به بالا ۷۰٪ بوده است، اما برای افراد بین ۶۵ سال به بالا تنها ۴۷٪ بوده است. ۱۸ و ۲۹. طبق این نظرسنجی، گرایش‌های سیاسی نیز بر پاسخ‌ها تأثیر گذاشت؛ حمایت برای جمهوری‌خواهان ۷۴٪ و برای دموکرات‌ها ۵۲٪ اندازه‌گیری شد. همچنین تفاوت‌هایی در حمایت و عدم رضایت گروه‌های قومی وجود دارد. طبق یک نظرسنجی CBS News، ۴۹٪ از آمریکایی‌های سفیدپوست از بمباران اتمی حمایت کردند، در حالی که تنها ۲۴٪ از آمریکایی‌های غیرسفیدپوست از این بمباران حمایت کردند.
رضایت آمریکایی‌ها از بمباران اتمی از سال ۱۹۴۵ به‌طور قابل توجهی کاهش یافته است، زمانی که یک نظرسنجی گالوپ (شرکت) ۸۵٪ حمایت و تنها ۱۰٪ مخالفت خود را نشان داد. چهل و پنج سال بعد، در سال ۱۹۹۰، گالوپ نظرسنجی دیگری انجام داد و ۵۳٪ حمایت و ۴۱٪ مخالفت را یافت. نظرسنجی دیگری از گالوپ در سال ۲۰۰۵ با یافتن ۵۷٪ حمایت در برابر ۳۸٪ مخالفت، یافته‌های مطالعه مرکز تحقیقات پیو در سال ۲۰۱۵ را تکرار کرد. در حالی که داده‌های نظرسنجی از مرکز تحقیقات پیو و گالوپ کاهش شدید حمایت از بمباران‌ها را در نیم قرن گذشته نشان می‌دهد، دانشگاه دانشمندان علوم سیاسی تحقیقاتی را انجام داده‌اند که از فرضیه آنها پشتیبانی می‌کند مبنی بر اینکه حمایت عمومی آمریکا از استفاده از نیروی هسته‌ای امروز به همان اندازه سال ۱۹۴۵ خواهد بود، اگر سناریوی مشابه اما معاصری پیش بیاید.
در مطالعه‌ای که در سال ۲۰۱۷ توسط دانشمندان علوم سیاسی اسکات دی. ساگان و بنجامین ای. والنتینو انجام شد، از پاسخ‌دهندگان پرسیده شد که آیا در یک موقعیت فرضی که ۱۰۰۰۰۰ غیرنظامی ایرانی را می‌کشد، در مقابل تهاجمی که منجر به مرگ ۲۰۰۰۰ سرباز آمریکایی می‌شود، از استفاده از نیروی اتمی حمایت می‌کنند یا خیر. نتایج نشان داد که ۵۹٪ از آمریکایی‌ها در چنین شرایطی حمله هسته‌ای را تأیید می‌کنند. با این حال، یک نظرسنجی پیو در سال ۲۰۱۰ نشان داد که ۶۴٪ از آمریکایی‌ها این را تأیید کرده‌اند اعلامیه باراک اوباما مبنی بر اینکه ایالات متحده از استفاده از سلاح‌های هسته‌ای علیه کشورهایی که آنها را ندارند، خودداری خواهد کرد.

### در کشورهای دیگر
بمباران‌های اتمی اغلب از این دیدگاه که تلفات سربازان را کاهش داده‌اند، مورد بحث قرار می‌گیرند، اما این نشان دهنده دیدگاه ایالات متحده است. در کشورهای دیگر، این موضوع اغلب از دیدگاه‌های مختلف مورد بحث قرار می‌گیرد.

#### ژاپن
در یک نظرسنجی در سال ۲۰۱۵، ۷۹٪ از ژاپنی‌ها گفتند که بمباران‌ها قابل توجیه نیستند و ۱۴٪ گفتند که می‌توانند.
اگرچه این ارتش ژاپن بود که جنگ اقیانوس آرام را آغاز کرد، حتی کسانی که منتقد … بودند ارتش لزوماً از بمباران اتمی حمایت نکرد. یوشیدا شیگه‌رو و شیراسو جیرو هر دو به خاطر مخالفت با جنگ و درگیری با ارتش در طول جنگ اقیانوس آرام شناخته شده بودند. پس از جنگ جهانی دوم، آنها محبوبیت زیادی در بین مردم پیدا کردند.
ستاد کل نیروهای مسلح ژاپن، طرف ژاپنی را تحت فشار قرار داد تا پیش‌نویس قانون اساسی جدید به زبان انگلیسی را ظرف تنها چند روز به ژاپنی ترجمه کند. گفته می‌شود که آنها از کلمه "اتمی" - که در آن زمان برای ژاپنی‌ها تابو بود - برای ترساندن آنها و سرعت بخشیدن به روند کار استفاده کردند و صریحاً گفتند: "ما از آفتاب اتمی شما لذت برده‌ایم. با شنیدن این موضوع، یوشیدا از شنیدن این حرف عصبانی شد و به نظر می‌رسد که او از عصبانیت عصبانی شده است؟! او با طعنه پاسخ داد: «GHQ مخفف عبارت «زود به خانه برو!» است!» - عبارتی که گفته می‌شود جیرو شیراسو با آن موافق بوده است.

#### کشورهای اروپایی
در یک نظرسنجی در سال ۲۰۱۶، ۴۱٪ از پاسخ‌دهندگان بریتانیایی گفتند که بمباران اتمی تصمیم اشتباهی بود، در حالی که ۲۸٪ آن را تصمیم درستی دانستند.
الکس ولرشتاین، مورخ هسته‌ای در مؤسسه فناوری استیونز، می‌گوید در حالی که کشورهای مورد حمله ژاپن از بمباران اتمی حمایت می‌کردند، اروپایی‌ها عموماً دیدگاه سردی دارند. اروپایی‌ها از این واقعیت که اکثر آمریکایی‌ها معتقدند بمباران اتمی هیروشیما و ناگاساکی موجه و از نظر اخلاقی درست بوده است، شگفت‌زده شده‌اند.
یک نظرسنجی بین‌المللی در سال ۲۰۲۵ که در شش کشور غربی انجام شد، تفاوت‌های قابل توجهی را در نگرش عمومی نسبت به توجیه اخلاقی بمباران اتمی هیروشیما و ناگاساکی نشان داد. در کشورهای اروپایی، اکثر پاسخ‌دهندگان این بمباران را از نظر اخلاقی ناموجه می‌دانستند - ۸۱٪ در آلمان، ۷۸٪ در ایتالیا، ۷۵٪ در اسپانیا، ۵۷٪ در فرانسه و ۵۰٪ در بریتانیا. در مقابل، افکار عمومی در ایالات متحده بیشتر دچار اختلاف نظر بود، به طوری که ۳۸٪ گفتند که این بمباران از نظر اخلاقی موجه بوده، ۳۵٪ گفتند که موجه نبوده و ۲۶٪ مطمئن نبودند. این نتایج نشان‌دهندهٔ اختلاف نظر پایدار بین اروپا و ایالات متحده در مورد استفاده از سلاح‌های هسته‌ای در جنگ جهانی دوم است.

#### کشورهای آسیایی
در فیلیپین، بمباران اتمی هیروشیما و ناگاساکی اغلب به عنوان عاملی در پایان جنگ جهانی دوم و در نتیجه پایان اشغال ژاپن تلقی می‌شود. با این حال، به دلیل سابقه استعمار آمریکا در این کشور، یک دیدگاه انتقادی نیز وجود دارد. جنگ فیلیپین و آمریکا (۱۸۹۹–۱۹۰۲) و رویدادهایی مانند کشتار بالانگیگا و دستور بدنام ژنرال جیکوب اچ. اسمیت برای «کشتن همه افراد بالای ده نفر» دیدگاه منفی نسبت به امپریالیسم آمریکا را تقویت می‌کند. در نتیجه، در حالی که برخی از فیلیپینی‌ها ایالات متحده را به عنوان یک آزادی‌بخش می‌بینند، برخی دیگر آن را مانند ژاپن یک متجاوز می‌دانند که منعکس کننده میراث پیچیده نفوذ آمریکا است.
در کره جنوبی، اغلب گفته می‌شود که بمباران‌های اتمی به استقلال کره کمک کرده است. با این حال، در آن زمان، کره تحت حکومت استعماری ژاپن بود و بسیاری از کره‌ای‌ها به عنوان مهاجر یا کارگر زمان جنگ به ژاپن آمده بودند. در نتیجه، تخمین زده می‌شود که ده‌ها هزار کره‌ای در میان هیباکوشا قربانیان بمباران اتمی بودند.
با این حال، این روایت از استعمارزدایی، اغلب قربانیان واقعی کره‌ای - کسانی که در جریان حملات کشته یا در معرض تشعشعات قرار گرفتند - را نادیده می‌گرفت. هیباکوشای کره‌ای انتقاداتی را نسبت به ژاپن و ایالات متحده ابراز کرده‌اند. جئون وونسول، رئیس انجمن قربانیان بمب اتمی کره، اظهار داشت: «این ایالات متحده بود که بمب اتمی را انداخت و ژاپن بود که جنگ را آغاز کرد. هفتاد و هشت سال گذشته است، اما نه ایالات متحده و نه ژاپن عذرخواهی نکرده‌اند و چیزی در مورد آن نگفته‌اند.» تفاوت در نگرش‌ها نسبت به بمباران‌های اتمی مانعی برای تفاهم بین کره‌ای‌های جنوبی و کره‌ای‌ها در ژاپن بود.
در ویتنام، به دلیل همسویی آن با اتحاد جماهیر شوروی در طول جنگ سرد، دیدگاه رسمی دولت این است که ورود اتحاد جماهیر شوروی به جنگ - نه بمباران اتمی - بود که جنگ اقیانوس آرام را به پایان رساند. با این حال، تعداد کمی از افراد، مانند Nguyễn Chí Thiện، استدلال می‌کنند که بمباران‌های اتمی عامل تعیین‌کننده در تسلیم ژاپن بودند.
از سوی دیگر، بمباران‌های اتمی هیروشیما و ناگاساکی نیز به‌طور گسترده مورد انتقاد قرار گرفته است. مؤسسه علوم اجتماعی و علوم انسانی نظامی زیر نظر وزارت دفاع ملی ویتنام، مقالاتی را منتشر کرده است که در آن استفاده از عامل نارنجی در طول جنگ ویتنام به عنوان نوعی جنگ شیمیایی، و دربارهٔ وحشیگری آن در کنار جنگ اتمی توضیح داده شده است.

#### کشورهای درگیر با ایالات متحده
همچنین در کشورهایی که در تضاد دیپلماتیک با آمریکا هستند بسیار منفی است. در سال ۱۹۵۹، چه گوارا، هنگامی که از هیروشیما دیدن کرد، گفت: "آیا شما ژاپنی‌ها هرگز از جنایاتی که ایالات متحده بر شما تحمیل می‌کند عصبانی نمی‌شوید؟" رهبر معظم ایران سید علی خامنه‌ای گفت: "ایالات متحده یک بمب اتمی را بر شهر هیروشیما در اوت ۱۹۴۵ پرتاب کرد و ۱۰۰٫۰۰۰ نفر را در یک لحظه قتل عام کرد. چنین ارتش آمریکا به وضوح نشان می‌دهد که این ارتش هژمونیک است. بی دین و بی دین.
در سال ۲۰۰۹، رئیس‌جمهور ونزوئلا هوگو چاوز در یک کنفرانس مطبوعاتی مشترک با رئیس‌جمهور ایران محمود احمدی‌نژاد اظهار داشت:
«آنها (ایالات متحده) کسانی هستند که بمب اتمی دارند و به یاد داشته باشید که امپریالیست‌های یانکی بمب‌هایی را بر روی هیروشیما و ناکاساکی انداختند.» او همچنین گفت که ایالات متحده باید به خاطر انداختن بمب اتمی بر روی ژاپن در پایان جنگ جهانی دوم عذرخواهی کند.

## تأثیر منفی بر سیاست نظامی و خارجی ایالات متحده
نویسنده و اقتصاددان فرانسوی، فردریک سن کلر، خاطرنشان کرد که بمباران اتمی هیروشیما و ناگاساکی به عنوان یک «تجربه موفق» در استراتژی نظامی آمریکا ثبت شده است و همین امر باعث شده است که ایالات متحده بر اساس این فرض اشتباه که «مهار دشمن با زور» در جنگ‌های بعدی - مانند جنگ ویتنام و جنگ عراق - مؤثر خواهد بود، عمل کند و در نتیجه عواقب منفی بلندمدتی را به همراه داشته باشد.
وقایع ۶، ۹ و ۱۰ اوت ۱۹۴۵، تزی را که نظامیان آمریکایی در ذهن داشته‌اند - و در طول دهه‌ها به احیای آن ادامه داده‌اند - تأیید می‌کند. با این حال، مثال‌های نقض زیادی نیز وجود داشته است. فاجعه خلیج خوک‌ها در سال ۱۹۶۱. شکست مفتضحانه جنگ ویتنام، از ۱۹۵۵ تا ۱۹۷۵. جنگ بی‌پایان در افغانستان، که در پی وقایع ۱۱ سپتامبر ۲۰۰۱ آغاز شد. شکست جنگ عراق، که در سال ۲۰۰۳ آغاز شد، علیرغم «پیروزی» ایالات متحده و سقوط دیکتاتور - اگر هرج و مرجی را که از آن زمان در منطقه حاکم بوده است، در نظر بگیریم. و این فهرست کاملی نیست.
همچنین مورخ آمریکایی ژاپن مدرن، جان داور، اشاره کرد که تصویر مثبت ایالات متحده از اشغال ژاپن و بمباران اتمی بعداً عواقب منفی داشته است. او استدلال کرد که ژاپن احتمالاً حتی بدون حمله ایالات متحده تسلیم می‌شد - تا زمانی که ایالات متحده ادامه وجود امپراتور را پذیرفته بود، که در نهایت این کار را کرد.
داور همچنین از دولت بوش به دلیل تبلیغ ژاپن به عنوان یک نمونه موفق از دموکراتیزاسیون در یک زمینه غیرغربی انتقاد کرد. او خاطرنشان کرد که این امر نه تنها بحث‌های جاری و اغلب بحث‌برانگیز در داخل ژاپن در مورد دوره اشغال را نادیده می‌گیرد، بلکه تفاوت‌های گسترده بین ژاپن و عراق را نیز تشخیص نمی‌دهد. علیرغم این تفاوت‌ها، دولت سعی کرد از ژاپن به عنوان نمونه استفاده کند.
به عنوان مثال، داور اشاره کرد که ژاپن قبلاً دستخوش تحولات دموکراتیک شده است، مانند تصویب قانون اساسی میجی پس از نوسازی میجی و دموکراسی تایشو. او همچنین بر انزوای جغرافیایی ژاپن به عنوان یک کشور جزیره‌ای، تاریخ طولانی هویت مشترک آن و فقدان نسبی شکاف‌های عمیق اجتماعی بر اساس مذهب یا قومیت تأکید کرد.
این روند تا سال ۲۰۲۴ ادامه یافت و لیندسی گراهام استدلال کرد که از آنجایی که ایالات متحده در پایان جنگ جهانی دوم دو بمب اتمی بر روی ژاپن انداخت، اسرائیل نیز باید از انواع بمب‌ها در نوار غزه استفاده کند. الکس لو، ستون‌نویس ساکن هنگ کنگ، نوشت که نخبگان حاکم آمریکا دچار آشفتگی روانی شده‌اند و برای توجیه نسل‌کشی اسرائیل، جنایات جنگی یا نسل‌کشی آمریکا را یکی پس از دیگری مطرح می‌کنند.

## تأثیر بر روابط بین‌الملل فعلی
بمباران اتمی هیروشیما و ناکاساکی توسط ایالات متحده بارها در سیاست بین‌الملل مورد بحث قرار گرفته است، و اغلب در مباحث مربوط به توجیه جنگ، انتقاد از ایالات متحده و دلایل گسترش نظامی مطرح شده است.

### روسیه
این واقعیت که ایالات متحده تنها کشوری است که بمب اتمی را بر روی یک شهر انداخته است، جنبه‌ای است که برای اهداف دیپلماتیک مورد استفاده قرار می‌گیرد. وقتی ولادیمیر پوتین استان‌های دونتسک و لوهانسک را پس از حمله روسیه به اوکراین ضمیمه کرد، گفت که ایالات متحده تنها کشوری است که از سلاح‌های هسته‌ای استفاده کرده و یک «سابقه» ایجاد کرده است. او همچنین اظهار داشت که نه بمباران آلمان و نه بمباران اتمی ژاپن از نظر نظامی ضروری نبود؛ هدف، ارعاب کشور ما و جهان بود. او می‌خواست از بمباران اتمی هیروشیما و ناکاساکی به عنوان توجیهی برای استفاده احتمالی از سلاح‌های هسته‌ای روسیه در جنگ اوکراین استفاده کند.
با این حال، در اجلاس هیروشیما G7 در سال ۲۰۲۳، رئیس‌جمهور ولودیمیر زلنسکی دعوت شد و «چشم‌انداز هیروشیما رهبران G7 در مورد خلع سلاح هسته‌ای» تصویب شد. در هر دو سال ۲۰۲۳ و ۲۰۲۴، نمایندگان روسیه و بلاروس به مراسم صلح در هیروشیما. میخائیل گالوزین، سفیر روسیه در ژاپن، این واکنش را «اقدامی شرم‌آور» خواند و گفت: «من نمی‌دانم کدام کشور مرتکب نسل‌کشی وحشتناک غیرنظامیان با انداختن بمب‌های اتمی شده است».

### جمهوری خلق چین
از نظر سیاسی، چین بارها از ایالات متحده به دلیل پرتاب بمب اتمی در هیروشیما و ناکاساکی انتقاد می‌کرد. به عنوان مثال، پیپل دیلی در ۱۲ فوریه ۱۹۶۱ مقاله امضایی با عنوان "بین "قهرمان" و "دیوانه" منتشر کرد و این عمل را محکوم کرد. در سال ۱۹۸۳، هو یائوبانگ، سپس رهبر حزب کمونیست چین از حزب کمونیست چین، از ژاپن بازدید کرد و یکی از مهم‌ترین توقف‌های او ناکاساکی بود. کلمه "صلح" که توسط هو یاوبانگ نوشته شده است، هنوز در صلح پارک ناگاساکی حک شده است. در عین حال، برخی از رهبران نظامی این کشور اظهار داشته‌اند که ژاپن در روابط خارجی تمایل به احترام به قوی‌ترها دارد و به بمباران اتمی ایالات متحده، حمله اتحاد جماهیر شوروی به [مانچوکوئو]] و سلسله تانگ در گذشته اشاره می‌کنند. و بنابراین چین باید قدرت نظامی خود را تقویت کند.
در ۵ ژوئیه ۲۰۲۱، معاون نخست‌وزیر ژاپن تارو آسو گفت که اگر ارتش آزادی‌بخش خلق به تایوان حمله کند، ژاپن باید از نظر نظامی به ایالات متحده بپیوندد. در ۱۱ جولای، یک کانال تفسیر امور نظامی چین در Xigua Video استدلال کرد که اگر ژاپن مداخله کند، چین باید در سیاست عدم استفاده اول از سلاح‌های هسته‌ای خود استثنا قائل شود و تا زمان تسلیم شدن ژاپن به آن کشور حمله کند. این ادعا می‌کند که به دلیل تجربه منحصر به فرد ژاپن، بازدارندگی هسته‌ای دو برابر مؤثر خواهد بود. شیگوا ویدیو این کلیپ را حذف کرد، اما بعداً توسط کمیته شهری حزب کمونیست چین در شهر بائوجی دوباره منتشر شد.

## انتقادات و بحث‌ها در مورد کمیسیون تلفات بمب اتمی
انتقادات و بحث‌ها نه تنها در مورد خود بمباران‌های اتمی، بلکه در مورد کمیسیون تلفات بمب اتمی (ABCC) نیز وجود دارد، که بررسی‌هایی را در مورد پیامدهای بمب‌گذاری‌ها انجام داد.
کمیسیون تلفات بمب اتمی (ABCC) در سال ۱۹۴۶ به دنبال دستور ریاست جمهوری هری اس. ترومن تأسیس شد. تنها هدف این سازمان انجام تحقیقات روی بازماندگان بمب اتمی بود، زیرا اعتقاد بر این بود که «آنها تا زمان وقوع جنگ جهانی جدید دوباره در دسترس نخواهند بود».
در نتیجه، این سازمان سلامت هیباکوشاها را مورد مطالعه قرار داد اما هیچ گونه مراقبت پزشکی به آنها ارائه نداد. به همین دلیل، ABCC توسط هیباکوشاها به عنوان آزمایشی روی بدن انسان مورد انتقاد قرار گرفت.
پس از بمباران اتمی، پزشکان ژاپنی می‌خواستند آسیب واقعی را درک و مطالعه کنند و تحقیقاتی را برای کمک به درمان هیباکوشا انجام دهند. با این حال، GHQ به محققان ژاپنی اجازه نداد تا وضعیت فعلی آسیب بمب اتمی را مطالعه کنند. مقررات به ویژه تا سال ۱۹۴۶ سختگیرانه بود و منجر به تعداد بیشتری از مرگ و میرهای مرتبط با تشعشعات شد.
در یک مورد، زمانی که یک کره‌ای‌ها در ژاپن هیباکوشا دوقلو به دنیا آورد اما مدت کوتاهی پس از آن مرد، ABCC حتی تلاش کرد اجساد کودکان متوفی را بازیابی کند. وقتی هیباکوشا از معاینات پزشکی معمول خودداری کرد، ABCC آنها را به دادگاه نظامی برای جنایات جنگی تهدید کرد. علاوه بر این، هنگامی که هیباکوشا درگذشت، ABCC شخصاً به خانه‌های آنها می‌رفت تا اجساد آنها را برای کالبد شکافی جمع‌آوری کنند. اعتقاد بر این است که حداقل ۱۵۰۰ عضو به انستیتوی آسیب‌شناسی نیروهای مسلح در واشینگتن دی سی فرستاده شده است.

## مطالعه بیشتر
- Allen, Thomas B.; Polmar, Norman (1995). Code-Name Downfall: The Secret Plan to Invade Japan And Why Truman Dropped the Bomb. Simon & Schuster. ISBN 978-0-684-80406-4. Concludes the bombings were justified.
- Alperovitz, Gar (1995). The Decision To Use The Atomic Bomb And The Architecture Of An American Myth. Knopf. ISBN 978-0-679-44331-5. Weighs whether the bombings were justified or necessary, concludes they were not.
- Bernstein, Barton J., ed. (1976). The Atomic Bomb: The Critical Issues. Little, Brown. ISBN 978-0-316-09192-3. Weighs whether the bombings were justified or necessary.
- Bird, Kai; Sherwin, Martin J. (2005). American Prometheus: The Triumph and Tragedy of J. Robert Oppenheimer. Knopf. ISBN 978-0-375-41202-8. "The thing had to be done", but "Circumstances are heavy with misgiving."
- Butow, Robert (1954). Japan's Decision to Surrender. Stanford University Press. ISBN 978-0-8047-0460-1. Explains the conflicts and debates within the Japanese government from the onset of World War II until surrender. Concludes the bombings were justified.
- Feis, Herbert (1961). Japan Subdued: The Atomic Bomb and the End of the War in the Pacific. Princeton University Press. Concludes that the bombs were not only necessary, but legally and morally acceptable (1966 reprint).
- Frank, Richard B. (1999). Downfall: The End of the Imperial Japanese Empire. رندوم هاوس. ISBN 978-0-679-41424-7. Based on previously classified documents. Concludes that the dropping the bombs was superior to all other alternatives and saved Japanese as well as American lives.
- Fussell, Paul (1988). Thank God For The Atom Bomb, And Other Essays. Summit Books. ISBN 978-0-345-36135-6. Exceedingly Orthodox article, defends the bomb but not a serious academic work.
- Grayling, A. C. (2006). Among the Dead Cities. Walker Publishing Company. ISBN 978-0-8027-1471-8. Philosophical and moral discussion concerning the Allied strategy of area bombing in World War II, including the use of atomic weapons on Hiroshima and Nagasaki.
- Ham, Paul (2011). Hiroshima Nagasaki. HarperCollins Publishers. ISBN 978-0-7322-8845-7. Concludes that the atomic bombings were unnecessary. Challenges the view that the atomic bombings were necessary to end the Pacific War and save lives.
- Hasegawa, Tsuyoshi (2005). Racing the Enemy: Stalin, Truman, and the Surrender of Japan. Belknap Press. ISBN 978-0-674-01693-4. Argues that the bombs were not the deciding factor in ending the war. The Soviet entrance into the Pacific War was the primary cause for Japan's surrender.
- Hasegawa, Tsuyoshi (17 August 2007). "The Atomic Bombs and the Soviet Invasion: What Drove Japan's Decision to Surrender?". Japan Focus. Retrieved 17 June 2012. Here he sharpens his earlier view that the Soviet entrance into the Pacific War was the primary cause for Japan's surrender.
- Maddox, Robert James (1995). Weapons for Victory: The Hiroshima Decision. University of Missouri Press. ISBN 978-0-8262-1562-8. Author is a diplomatic historian who favors Truman's decision to drop the atomic bombs.
- Newman, Robert P. (1995). Truman and the Hiroshima Cult. Michigan State University Press. ISBN 978-0-87013-403-6. An analysis critical of postwar opposition to the atom bombings.
- Nobile, Philip, ed. (1995). Judgement at the Smithsonian. Marlowe and Company. ISBN 978-1-56924-841-6. Covers the controversy over the content of the 1995 مؤسسه اسمیتسونین exhibition associated with the display of the انولا گی; includes complete text of the planned (and canceled) exhibition.
- Takaki, Ronald (1995). Hiroshima: Why America Dropped the Atomic Bomb. Little, Brown. ISBN 978-0-316-83124-6.